# Lista över fornlämningar i Orusts kommun
Lista över fornlämningar i Orusts kommun är en förteckning av ett urval av de fornlämningar som finns i Orusts kommun.

## Gullholmen
| Namn                       | Lämningstyp  | Tillkomsttid | Historisk indelning  | Plats | Läge                 | ID-nr          | Bild                                      |
| -------------------------- | ------------ | ------------ | -------------------- | ----- | -------------------- | -------------- | ----------------------------------------- |
| Gullholmen 5:1             | Stensättning |              | Gullholmen, Bohuslän |       | 58.181323, 11.399070 | 10154800050001 | Ladda upp en bild av detta fornminne      |
| Skållehus (Gullholmen 8:1) | Fiskeläge    |              | Gullholmen, Bohuslän |       | 58.140294, 11.357681 | 10154800080001 | Ladda upp en bild av detta fornminne      |
| Gullholmen 10:1            | Röse         |              | Gullholmen, Bohuslän |       | 58.150426, 11.368172 | 10154800100001 | Ladda upp en till bild av detta fornminne |

## Käringön
| Namn         | Lämningstyp                      | Tillkomsttid | Historisk indelning | Plats | Läge                 | ID-nr          | Bild                                 |
| ------------ | -------------------------------- | ------------ | ------------------- | ----- | -------------------- | -------------- | ------------------------------------ |
| Käringön 3:1 | Begravningsplats                 |              | Käringön, Bohuslän  |       | 58.110899, 11.351055 | 10156600030001 | Ladda upp en bild av detta fornminne |
| Käringön 8:1 | Ristning, medeltid/historisk tid |              | Käringön, Bohuslän  |       | 58.111930, 11.350164 | 10156600080001 | Ladda upp en bild av detta fornminne |

## Långelanda
| Namn                          | Lämningstyp                 | Tillkomsttid | Historisk indelning  | Plats | Läge                 | ID-nr          | Bild                                 |
| ----------------------------- | --------------------------- | ------------ | -------------------- | ----- | -------------------- | -------------- | ------------------------------------ |
| Långelanda 1:1                | Grav markerad av sten/block |              | Långelanda, Bohuslän |       | 58.173556, 11.766119 | 10157600010001 | Ladda upp en bild av detta fornminne |
| Långelanda 1:3                | Röse                        |              | Långelanda, Bohuslän |       | 58.173313, 11.766048 | 10157600010003 | Ladda upp en bild av detta fornminne |
| Långelanda 1:4                | Röse                        |              | Långelanda, Bohuslän |       | 58.173296, 11.765506 | 10157600010004 | Ladda upp en bild av detta fornminne |
| Långelanda 1:5                | Hög                         |              | Långelanda, Bohuslän |       | 58.173522, 11.766381 | 10157600010005 | Ladda upp en bild av detta fornminne |
| Långelanda 2:1                | Hög                         |              | Långelanda, Bohuslän |       | 58.172067, 11.764623 | 10157600020001 | Ladda upp en bild av detta fornminne |
| Långelanda 4:1                | Gravfält                    |              | Långelanda, Bohuslän |       | 58.169431, 11.778313 | 10157600040001 | Ladda upp en bild av detta fornminne |
| Långelanda 5:1                | Hög                         |              | Långelanda, Bohuslän |       | 58.168294, 11.778236 | 10157600050001 | Ladda upp en bild av detta fornminne |
| Långelanda 5:2                | Hög                         |              | Långelanda, Bohuslän |       | 58.168158, 11.778152 | 10157600050002 | Ladda upp en bild av detta fornminne |
| Långelanda 5:3                | Hög                         |              | Långelanda, Bohuslän |       | 58.168241, 11.777834 | 10157600050003 | Ladda upp en bild av detta fornminne |
| Långelanda 6:1                | Hög                         |              | Långelanda, Bohuslän |       | 58.168028, 11.778929 | 10157600060001 | Ladda upp en bild av detta fornminne |
| Långelanda 7:1                | Stensättning                |              | Långelanda, Bohuslän |       | 58.166825, 11.799149 | 10157600070001 | Ladda upp en bild av detta fornminne |
| Långelanda 8:1                | Stensättning                |              | Långelanda, Bohuslän |       | 58.141848, 11.800304 | 10157600080001 | Ladda upp en bild av detta fornminne |
| Långelanda 10:1               | Röse                        |              | Långelanda, Bohuslän |       | 58.145186, 11.796190 | 10157600100001 | Ladda upp en bild av detta fornminne |
| Långelanda 14:1               | Stensättning                |              | Långelanda, Bohuslän |       | 58.180397, 11.774443 | 10157600140001 | Ladda upp en bild av detta fornminne |
| Långelanda 16:1               | Stensättning                |              | Långelanda, Bohuslän |       | 58.175950, 11.772403 | 10157600160001 | Ladda upp en bild av detta fornminne |
| Olles kyrka (Långelanda 17:1) | Stensättning                |              | Långelanda, Bohuslän |       | 58.178167, 11.774606 | 10157600170001 | Ladda upp en bild av detta fornminne |
| Långelanda 23:1               | Stensättning                |              | Långelanda, Bohuslän |       | 58.168953, 11.815384 | 10157600230001 | Ladda upp en bild av detta fornminne |
| Långelanda 24:1               | Stensättning                |              | Långelanda, Bohuslän |       | 58.169665, 11.817587 | 10157600240001 | Ladda upp en bild av detta fornminne |
| Långelanda 24:2               | Stensättning                |              | Långelanda, Bohuslän |       | 58.169569, 11.817393 | 10157600240002 | Ladda upp en bild av detta fornminne |
| Långelanda 24:3               | Stensättning                |              | Långelanda, Bohuslän |       | 58.169568, 11.817720 | 10157600240003 | Ladda upp en bild av detta fornminne |
| Långelanda 25:1               | Stensättning                |              | Långelanda, Bohuslän |       | 58.168159, 11.821546 | 10157600250001 | Ladda upp en bild av detta fornminne |
| Långelanda 26:1               | Stensättning                |              | Långelanda, Bohuslän |       | 58.168110, 11.820194 | 10157600260001 | Ladda upp en bild av detta fornminne |
| Långelanda 26:2               | Stensättning                |              | Långelanda, Bohuslän |       | 58.168157, 11.820703 | 10157600260002 | Ladda upp en bild av detta fornminne |
| Långelanda 27:1               | Stensättning                |              | Långelanda, Bohuslän |       | 58.146020, 11.803197 | 10157600270001 | Ladda upp en bild av detta fornminne |
| Långelanda 30:1               | Gravfält                    |              | Långelanda, Bohuslän |       | 58.156001, 11.788925 | 10157600300001 | Ladda upp en bild av detta fornminne |
| Långelanda 31:1               | Hög                         |              | Långelanda, Bohuslän |       | 58.155696, 11.790061 | 10157600310001 | Ladda upp en bild av detta fornminne |
| Långelanda 31:2               | Hög                         |              | Långelanda, Bohuslän |       | 58.155508, 11.789955 | 10157600310002 | Ladda upp en bild av detta fornminne |
| Långelanda 31:3               | Hög                         |              | Långelanda, Bohuslän |       | 58.155366, 11.790332 | 10157600310003 | Ladda upp en bild av detta fornminne |
| Långelanda 32:1               | Stensättning                |              | Långelanda, Bohuslän |       | 58.159447, 11.784439 | 10157600320001 | Ladda upp en bild av detta fornminne |
| Långelanda 34:1               | Hög                         |              | Långelanda, Bohuslän |       | 58.162152, 11.771300 | 10157600340001 | Ladda upp en bild av detta fornminne |
| Långelanda 34:2               | Stensättning                |              | Långelanda, Bohuslän |       | 58.162083, 11.771753 | 10157600340002 | Ladda upp en bild av detta fornminne |
| Långelanda 34:3               | Stensättning                |              | Långelanda, Bohuslän |       | 58.161902, 11.771134 | 10157600340003 | Ladda upp en bild av detta fornminne |
| Långelanda 38:1               | Röse                        |              | Långelanda, Bohuslän |       | 58.116990, 11.754933 | 10157600380001 | Ladda upp en bild av detta fornminne |
| Långelanda 39:1               | Stensättning                |              | Långelanda, Bohuslän |       | 58.113591, 11.760328 | 10157600390001 | Ladda upp en bild av detta fornminne |
| Långelanda 41:1               | Stensättning                |              | Långelanda, Bohuslän |       | 58.119969, 11.750078 | 10157600410001 | Ladda upp en bild av detta fornminne |
| Långelanda 44:1               | Stenkrets                   |              | Långelanda, Bohuslän |       | 58.128621, 11.735551 | 10157600440001 | Ladda upp en bild av detta fornminne |
| Långelanda 45:1               | Stensättning                |              | Långelanda, Bohuslän |       | 58.127355, 11.742540 | 10157600450001 | Ladda upp en bild av detta fornminne |
| Långelanda 50:1               | Stensättning                |              | Långelanda, Bohuslän |       | 58.128929, 11.746478 | 10157600500001 | Ladda upp en bild av detta fornminne |
| Långelanda 51:1               | Gravfält                    |              | Långelanda, Bohuslän |       | 58.132587, 11.790219 | 10157600510001 | Ladda upp en bild av detta fornminne |
| Långelanda 54:1               | Stensättning                |              | Långelanda, Bohuslän |       | 58.129051, 11.759170 | 10157600540001 | Ladda upp en bild av detta fornminne |
| Långelanda 60:1               | Stenkammargrav              |              | Långelanda, Bohuslän |       | 58.148854, 11.778964 | 10157600600001 | Ladda upp en bild av detta fornminne |
| Långelanda 62:1               | Stensättning                |              | Långelanda, Bohuslän |       | 58.147143, 11.754021 | 10157600620001 | Ladda upp en bild av detta fornminne |
| Långelanda 62:2               | Stensättning                |              | Långelanda, Bohuslän |       | 58.147215, 11.753353 | 10157600620002 | Ladda upp en bild av detta fornminne |
| Långelanda 65:1               | Stensättning                |              | Långelanda, Bohuslän |       | 58.125594, 11.821560 | 10157600650001 | Ladda upp en bild av detta fornminne |
| Långelanda 66:1               | Röse                        |              | Långelanda, Bohuslän |       | 58.125060, 11.822207 | 10157600660001 | Ladda upp en bild av detta fornminne |
| Långelanda 67:1               | Stensättning                |              | Långelanda, Bohuslän |       | 58.120702, 11.823859 | 10157600670001 | Ladda upp en bild av detta fornminne |
| Långelanda 68:1               | Stenkrets                   |              | Långelanda, Bohuslän |       | 58.122062, 11.824382 | 10157600680001 | Ladda upp en bild av detta fornminne |
| Långelanda 69:1               | Röse                        |              | Långelanda, Bohuslän |       | 58.123962, 11.821143 | 10157600690001 | Ladda upp en bild av detta fornminne |
| Långelanda 69:2               | Stensättning                |              | Långelanda, Bohuslän |       | 58.124020, 11.821717 | 10157600690002 | Ladda upp en bild av detta fornminne |
| Långelanda 70:1               | Stenkrets                   |              | Långelanda, Bohuslän |       | 58.138544, 11.827975 | 10157600700001 | Ladda upp en bild av detta fornminne |
| Långelanda 70:2               | Stensättning                |              | Långelanda, Bohuslän |       | 58.138456, 11.828157 | 10157600700002 | Ladda upp en bild av detta fornminne |
| Långelanda 71:1               | Hög                         |              | Långelanda, Bohuslän |       | 58.139067, 11.825744 | 10157600710001 | Ladda upp en bild av detta fornminne |
| Långelanda 71:2               | Stensättning                |              | Långelanda, Bohuslän |       | 58.138933, 11.825853 | 10157600710002 | Ladda upp en bild av detta fornminne |
| Långelanda 72:1               | Hällristning                |              | Långelanda, Bohuslän |       | 58.139129, 11.824463 | 10157600720001 | Ladda upp en bild av detta fornminne |
| Långelanda 75:1               | Hög                         |              | Långelanda, Bohuslän |       | 58.128809, 11.804447 | 10157600750001 | Ladda upp en bild av detta fornminne |
| Långelanda 76:1               | Stensättning                |              | Långelanda, Bohuslän |       | 58.124028, 11.806800 | 10157600760001 | Ladda upp en bild av detta fornminne |
| Skansen (Långelanda 80:1)     | Fästning/skans              |              | Långelanda, Bohuslän |       | 58.138493, 11.819479 | 10157600800001 | Ladda upp en bild av detta fornminne |
| Långelanda 83:1               | Hällristning                |              | Långelanda, Bohuslän |       | 58.143890, 11.818111 | 10157600830001 | Ladda upp en bild av detta fornminne |
| Långelanda 85:1               | Hällristning                |              | Långelanda, Bohuslän |       | 58.146274, 11.817736 | 10157600850001 | Ladda upp en bild av detta fornminne |
| Långelanda 86:1               | Stenkammargrav              |              | Långelanda, Bohuslän |       | 58.147507, 11.818797 | 10157600860001 | Ladda upp en bild av detta fornminne |
| Långelanda 87:1               | Röse                        |              | Långelanda, Bohuslän |       | 58.149180, 11.820293 | 10157600870001 | Ladda upp en bild av detta fornminne |
| Långelanda 88:1               | Stensättning                |              | Långelanda, Bohuslän |       | 58.144976, 11.821502 | 10157600880001 | Ladda upp en bild av detta fornminne |
| Långelanda 89:1               | Stenkammargrav              |              | Långelanda, Bohuslän |       | 58.144616, 11.821051 | 10157600890001 | Ladda upp en bild av detta fornminne |
| Långelanda 90:1               | Stensättning                |              | Långelanda, Bohuslän |       | 58.146572, 11.731912 | 10157600900001 | Ladda upp en bild av detta fornminne |
| Långelanda 91:1               | Hög                         |              | Långelanda, Bohuslän |       | 58.160977, 11.709709 | 10157600910001 | Ladda upp en bild av detta fornminne |
| Långelanda 92:1               | Stensättning                |              | Långelanda, Bohuslän |       | 58.158957, 11.710249 | 10157600920001 | Ladda upp en bild av detta fornminne |
| Långelanda 93:1               | Gravfält                    |              | Långelanda, Bohuslän |       | 58.165536, 11.720504 | 10157600930001 | Ladda upp en bild av detta fornminne |
| Långelanda 94:1               | Stensättning                |              | Långelanda, Bohuslän |       | 58.164891, 11.719500 | 10157600940001 | Ladda upp en bild av detta fornminne |
| Långelanda 94:2               | Stensättning                |              | Långelanda, Bohuslän |       | 58.164848, 11.719655 | 10157600940002 | Ladda upp en bild av detta fornminne |
| Långelanda 95:1               | Röse                        |              | Långelanda, Bohuslän |       | 58.174482, 11.724547 | 10157600950001 | Ladda upp en bild av detta fornminne |
| Långelanda 96:1               | Stensättning                |              | Långelanda, Bohuslän |       | 58.176675, 11.734200 | 10157600960001 | Ladda upp en bild av detta fornminne |
| Långelanda 97:1               | Grav markerad av sten/block |              | Långelanda, Bohuslän |       | 58.154738, 11.751070 | 10157600970001 | Ladda upp en bild av detta fornminne |
| Långelanda 97:2               | Grav markerad av sten/block |              | Långelanda, Bohuslän |       | 58.154668, 11.751112 | 10157600970002 | Ladda upp en bild av detta fornminne |
| Långelanda 98:1               | Stensättning                |              | Långelanda, Bohuslän |       | 58.154667, 11.752051 | 10157600980001 | Ladda upp en bild av detta fornminne |
| Långelanda 100:1              | Stensättning                |              | Långelanda, Bohuslän |       | 58.173558, 11.813012 | 10157601000001 | Ladda upp en bild av detta fornminne |
| Långelanda 100:2              | Stensättning                |              | Långelanda, Bohuslän |       | 58.173458, 11.813791 | 10157601000002 | Ladda upp en bild av detta fornminne |
| Långelanda 101:1              | Stensättning                |              | Långelanda, Bohuslän |       | 58.147155, 11.828828 | 10157601010001 | Ladda upp en bild av detta fornminne |
| Långelanda 102:1              | Röse                        |              | Långelanda, Bohuslän |       | 58.150361, 11.828176 | 10157601020001 | Ladda upp en bild av detta fornminne |
| Långelanda 103:1              | Röse                        |              | Långelanda, Bohuslän |       | 58.150339, 11.822828 | 10157601030001 | Ladda upp en bild av detta fornminne |
| Långelanda 104:1              | Stensättning                |              | Långelanda, Bohuslän |       | 58.146566, 11.820373 | 10157601040001 | Ladda upp en bild av detta fornminne |
| Långelanda 104:2              | Stensättning                |              | Långelanda, Bohuslän |       | 58.146413, 11.820359 | 10157601040002 | Ladda upp en bild av detta fornminne |
| Långelanda 106:1              | Stenkammargrav              |              | Långelanda, Bohuslän |       | 58.146006, 11.815229 | 10157601060001 | Ladda upp en bild av detta fornminne |
| Långelanda 107:1              | Stensättning                |              | Långelanda, Bohuslän |       | 58.145970, 11.816015 | 10157601070001 | Ladda upp en bild av detta fornminne |
| Långelanda 108:1              | Stensättning                |              | Långelanda, Bohuslän |       | 58.145746, 11.814842 | 10157601080001 | Ladda upp en bild av detta fornminne |
| Långelanda 109:1              | Stensättning                |              | Långelanda, Bohuslän |       | 58.150025, 11.812303 | 10157601090001 | Ladda upp en bild av detta fornminne |
| Långelanda 110:1              | Stensättning                |              | Långelanda, Bohuslän |       | 58.149241, 11.810497 | 10157601100001 | Ladda upp en bild av detta fornminne |
| Långelanda 111:1              | Stensättning                |              | Långelanda, Bohuslän |       | 58.176140, 11.815295 | 10157601110001 | Ladda upp en bild av detta fornminne |
| Långelanda 112:1              | Stensättning                |              | Långelanda, Bohuslän |       | 58.175978, 11.809869 | 10157601120001 | Ladda upp en bild av detta fornminne |
| Långelanda 113:1              | Stenkammargrav              |              | Långelanda, Bohuslän |       | 58.174472, 11.804876 | 10157601130001 | Ladda upp en bild av detta fornminne |
| Långelanda 114:1              | Stensättning                |              | Långelanda, Bohuslän |       | 58.175197, 11.794260 | 10157601140001 | Ladda upp en bild av detta fornminne |
| Långelanda 115:1              | Stensättning                |              | Långelanda, Bohuslän |       | 58.184720, 11.795709 | 10157601150001 | Ladda upp en bild av detta fornminne |
| Långelanda 116:1              | Stensättning                |              | Långelanda, Bohuslän |       | 58.184324, 11.786902 | 10157601160001 | Ladda upp en bild av detta fornminne |
| Långelanda 117:1              | Gravfält                    |              | Långelanda, Bohuslän |       | 58.165598, 11.827240 | 10157601170001 | Ladda upp en bild av detta fornminne |
| Långelanda 119:1              | Röse                        |              | Långelanda, Bohuslän |       | 58.159703, 11.832847 | 10157601190001 | Ladda upp en bild av detta fornminne |
| Långelanda 120:1              | Stensättning                |              | Långelanda, Bohuslän |       | 58.158484, 11.816005 | 10157601200001 | Ladda upp en bild av detta fornminne |
| Långelanda 121:1              | Stensättning                |              | Långelanda, Bohuslän |       | 58.159311, 11.817526 | 10157601210001 | Ladda upp en bild av detta fornminne |
| Långelanda 122:1              | Stensättning                |              | Långelanda, Bohuslän |       | 58.152471, 11.823544 | 10157601220001 | Ladda upp en bild av detta fornminne |
| Långelanda 123:1              | Röse                        |              | Långelanda, Bohuslän |       | 58.153193, 11.823895 | 10157601230001 | Ladda upp en bild av detta fornminne |
| Långelanda 127:1              | Hällristning                |              | Långelanda, Bohuslän |       | 58.137513, 11.815246 | 10157601270001 | Ladda upp en bild av detta fornminne |
| Långelanda 139:1              | Hällristning                |              | Långelanda, Bohuslän |       | 58.142819, 11.818144 | 10157601390001 | Ladda upp en bild av detta fornminne |
| Långelanda 152:1              | Stensättning                |              | Långelanda, Bohuslän |       | 58.164403, 11.780634 | 10157601520001 | Ladda upp en bild av detta fornminne |
| Långelanda 172:1              | Stensättning                |              | Långelanda, Bohuslän |       | 58.124059, 11.822430 | 10157601720001 | Ladda upp en bild av detta fornminne |
| Långelanda 175:1              | Hällristning                |              | Långelanda, Bohuslän |       | 58.143117, 11.816650 | 10157601750001 | Ladda upp en bild av detta fornminne |
| Långelanda 175:2              | Hällristning                |              | Långelanda, Bohuslän |       | 58.143179, 11.816498 | 10157601750002 | Ladda upp en bild av detta fornminne |
| Långelanda 175:3              | Hällristning                |              | Långelanda, Bohuslän |       | 58.142994, 11.816596 | 10157601750003 | Ladda upp en bild av detta fornminne |
| Långelanda 274                | Hällristning                |              | Långelanda, Bohuslän |       | 58.137129, 11.818685 | 12000000135684 | Ladda upp en bild av detta fornminne |
| Långelanda 275                | Hällristning                |              | Långelanda, Bohuslän |       | 58.139793, 11.823978 | 12000000135687 | Ladda upp en bild av detta fornminne |
| Långelanda 276                | Hällristning                |              | Långelanda, Bohuslän |       | 58.137819, 11.816788 | 12000000135689 | Ladda upp en bild av detta fornminne |
| Långelanda 277                | Hällristning                |              | Långelanda, Bohuslän |       | 58.162101, 11.782288 | 12000000135692 | Ladda upp en bild av detta fornminne |
| Långelanda 278                | Hällristning                |              | Långelanda, Bohuslän |       | 58.143855, 11.818101 | 12000000135694 | Ladda upp en bild av detta fornminne |
| Långelanda 279                | Hällristning                |              | Långelanda, Bohuslän |       | 58.160540, 11.774929 | 12000000135696 | Ladda upp en bild av detta fornminne |
| Långelanda 280                | Hällristning                |              | Långelanda, Bohuslän |       | 58.160168, 11.779776 | 12000000135698 | Ladda upp en bild av detta fornminne |
| Långelanda 281                | Hällristning                |              | Långelanda, Bohuslän |       | 58.159895, 11.774308 | 12000000135700 | Ladda upp en bild av detta fornminne |
| Långelanda 282                | Hällristning                |              | Långelanda, Bohuslän |       | 58.138947, 11.811945 | 12000000135702 | Ladda upp en bild av detta fornminne |

## Mollösund
| Namn                             | Lämningstyp      | Tillkomsttid | Historisk indelning | Plats | Läge                 | ID-nr          | Bild                                 |
| -------------------------------- | ---------------- | ------------ | ------------------- | ----- | -------------------- | -------------- | ------------------------------------ |
| Mollösund 3:1                    | Röse             |              | Mollösund, Bohuslän |       | 58.074191, 11.488196 | 10157900030001 | Ladda upp en bild av detta fornminne |
| Mollösund 3:2                    | Röse             |              | Mollösund, Bohuslän |       | 58.074067, 11.488303 | 10157900030002 | Ladda upp en bild av detta fornminne |
| Mollösund 3:3                    | Röse             |              | Mollösund, Bohuslän |       | 58.074109, 11.488560 | 10157900030003 | Ladda upp en bild av detta fornminne |
| Mollösund 4:1                    | Röse             |              | Mollösund, Bohuslän |       | 58.076190, 11.489711 | 10157900040001 | Ladda upp en bild av detta fornminne |
| Mollösund 4:2                    | Stensättning     |              | Mollösund, Bohuslän |       | 58.076058, 11.489612 | 10157900040002 | Ladda upp en bild av detta fornminne |
| Mollösund 5:1                    | Röse             |              | Mollösund, Bohuslän |       | 58.092694, 11.493581 | 10157900050001 | Ladda upp en bild av detta fornminne |
| Mollösund 6:1                    | Röse             |              | Mollösund, Bohuslän |       | 58.068764, 11.461578 | 10157900060001 | Ladda upp en bild av detta fornminne |
| Mollösund 7:1                    | Begravningsplats |              | Mollösund, Bohuslän |       | 58.068364, 11.460579 | 10157900070001 | Ladda upp en bild av detta fornminne |
| " Store Russ " (Mollösund 9:1)   | Röse             |              | Mollösund, Bohuslän |       | 58.067419, 11.457671 | 10157900090001 | Ladda upp en bild av detta fornminne |
| " Nordre Russ " (Mollösund 10:1) | Röse             |              | Mollösund, Bohuslän |       | 58.068200, 11.456944 | 10157900100001 | Ladda upp en bild av detta fornminne |

## Morlanda
| Namn                                       | Lämningstyp             | Tillkomsttid | Historisk indelning | Plats | Läge                 | ID-nr          | Bild                                      |
| ------------------------------------------ | ----------------------- | ------------ | ------------------- | ----- | -------------------- | -------------- | ----------------------------------------- |
| Morlanda 1:1                               | Röse                    |              | Morlanda, Bohuslän  |       | 58.175365, 11.449050 | 10158000010001 | Ladda upp en bild av detta fornminne      |
| Morlanda 2:1                               | Röse                    |              | Morlanda, Bohuslän  |       | 58.175931, 11.438830 | 10158000020001 | Ladda upp en bild av detta fornminne      |
| Morlanda 6:1                               | Röse                    |              | Morlanda, Bohuslän  |       | 58.165450, 11.468379 | 10158000060001 | Ladda upp en bild av detta fornminne      |
| Morlanda 7:1                               | Röse                    |              | Morlanda, Bohuslän  |       | 58.168508, 11.470393 | 10158000070001 | Ladda upp en bild av detta fornminne      |
| Morlanda 8:1                               | Stensättning            |              | Morlanda, Bohuslän  |       | 58.171049, 11.471057 | 10158000080001 | Ladda upp en bild av detta fornminne      |
| Morlanda 9:1                               | Röse                    |              | Morlanda, Bohuslän  |       | 58.144321, 11.468258 | 10158000090001 | Ladda upp en bild av detta fornminne      |
| Morlanda 10:1                              | Röse                    |              | Morlanda, Bohuslän  |       | 58.145667, 11.469436 | 10158000100001 | Ladda upp en bild av detta fornminne      |
| Morlanda 11:1                              | Röse                    |              | Morlanda, Bohuslän  |       | 58.146772, 11.469797 | 10158000110001 | Ladda upp en bild av detta fornminne      |
| Morlanda 12:1                              | Röse                    |              | Morlanda, Bohuslän  |       | 58.160471, 11.464671 | 10158000120001 | Ladda upp en bild av detta fornminne      |
| Morlanda 13:1                              | Stensättning            |              | Morlanda, Bohuslän  |       | 58.161612, 11.467619 | 10158000130001 | Ladda upp en bild av detta fornminne      |
| Morlanda 14:1                              | Röse                    |              | Morlanda, Bohuslän  |       | 58.162117, 11.467846 | 10158000140001 | Ladda upp en bild av detta fornminne      |
| Morlanda 16:1                              | Röse                    |              | Morlanda, Bohuslän  |       | 58.164764, 11.457807 | 10158000160001 | Ladda upp en bild av detta fornminne      |
| Morlanda 17:1                              | Röse                    |              | Morlanda, Bohuslän  |       | 58.168003, 11.456310 | 10158000170001 | Ladda upp en bild av detta fornminne      |
| Morlanda 17:2                              | Stensättning            |              | Morlanda, Bohuslän  |       | 58.168284, 11.456313 | 10158000170002 | Ladda upp en bild av detta fornminne      |
| Morlanda 17:3                              | Röse                    |              | Morlanda, Bohuslän  |       | 58.168447, 11.456308 | 10158000170003 | Ladda upp en bild av detta fornminne      |
| Morlanda 17:4                              | Stensättning            |              | Morlanda, Bohuslän  |       | 58.168980, 11.456123 | 10158000170004 | Ladda upp en bild av detta fornminne      |
| Morlanda 21:1                              | Stensättning            |              | Morlanda, Bohuslän  |       | 58.173947, 11.452005 | 10158000210001 | Ladda upp en bild av detta fornminne      |
| Morlanda 28:1                              | Röse                    |              | Morlanda, Bohuslän  |       | 58.141456, 11.459171 | 10158000280001 | Ladda upp en bild av detta fornminne      |
| Morlanda 44:1                              | Röse                    |              | Morlanda, Bohuslän  |       | 58.147113, 11.465321 | 10158000440001 | Ladda upp en bild av detta fornminne      |
| Morlanda 46:1                              | Röse                    |              | Morlanda, Bohuslän  |       | 58.162648, 11.466519 | 10158000460001 | Ladda upp en bild av detta fornminne      |
| Morlanda 48:1                              | Stensättning            |              | Morlanda, Bohuslän  |       | 58.160688, 11.462403 | 10158000480001 | Ladda upp en bild av detta fornminne      |
| Morlanda 50:1                              | Stensättning            |              | Morlanda, Bohuslän  |       | 58.144426, 11.459564 | 10158000500001 | Ladda upp en bild av detta fornminne      |
| Morlanda 64:1                              | Hög                     |              | Morlanda, Bohuslän  |       | 58.180582, 11.478917 | 10158000640001 | Ladda upp en bild av detta fornminne      |
| Morlanda 65:1                              | Röse                    |              | Morlanda, Bohuslän  |       | 58.181465, 11.474665 | 10158000650001 | Ladda upp en bild av detta fornminne      |
| Morlanda 66:1                              | Röse                    |              | Morlanda, Bohuslän  |       | 58.183322, 11.473106 | 10158000660001 | Ladda upp en bild av detta fornminne      |
| Morlanda 69:1                              | Stenkammargrav          |              | Morlanda, Bohuslän  |       | 58.183708, 11.489028 | 10158000690001 | Ladda upp en bild av detta fornminne      |
| Morlanda 70:1                              | Stenkammargrav          |              | Morlanda, Bohuslän  |       | 58.182825, 11.492953 | 10158000700001 | Ladda upp en bild av detta fornminne      |
| Morlanda 71:1                              | Röse                    |              | Morlanda, Bohuslän  |       | 58.183913, 11.483223 | 10158000710001 | Ladda upp en bild av detta fornminne      |
| Morlanda 72:1                              | Stensättning            |              | Morlanda, Bohuslän  |       | 58.185173, 11.483834 | 10158000720001 | Ladda upp en bild av detta fornminne      |
| Morlanda 73:1                              | Stensättning            |              | Morlanda, Bohuslän  |       | 58.185079, 11.484597 | 10158000730001 | Ladda upp en bild av detta fornminne      |
| Morlanda 74:1                              | Stensättning            |              | Morlanda, Bohuslän  |       | 58.185991, 11.484932 | 10158000740001 | Ladda upp en bild av detta fornminne      |
| Morlanda 75:1                              | Röse                    |              | Morlanda, Bohuslän  |       | 58.180299, 11.484819 | 10158000750001 | Ladda upp en bild av detta fornminne      |
| Morlanda 77:1                              | Röse                    |              | Morlanda, Bohuslän  |       | 58.179086, 11.485513 | 10158000770001 | Ladda upp en bild av detta fornminne      |
| Morlanda 79:1                              | Röse                    |              | Morlanda, Bohuslän  |       | 58.171664, 11.473263 | 10158000790001 | Ladda upp en bild av detta fornminne      |
| Morlanda 90:1                              | Fornborg                |              | Morlanda, Bohuslän  |       | 58.165172, 11.487159 | 10158000900001 | Ladda upp en bild av detta fornminne      |
| Morlanda 94:1                              | Stensättning            |              | Morlanda, Bohuslän  |       | 58.170695, 11.455779 | 10158000940001 | Ladda upp en bild av detta fornminne      |
| Morlanda 95:1                              | Hällristning            |              | Morlanda, Bohuslän  |       | 58.193253, 11.507807 | 10158000950001 | Ladda upp en bild av detta fornminne      |
| Morlanda 118:1                             | Stensättning            |              | Morlanda, Bohuslän  |       | 58.117388, 11.414020 | 10158001180001 | Ladda upp en bild av detta fornminne      |
| Morlanda 118:2                             | Stensättning            |              | Morlanda, Bohuslän  |       | 58.117300, 11.414160 | 10158001180002 | Ladda upp en bild av detta fornminne      |
| Morlanda 118:4                             | Stensättning            |              | Morlanda, Bohuslän  |       | 58.117276, 11.413184 | 10158001180004 | Ladda upp en bild av detta fornminne      |
| Morlanda 126:1                             | Fiskeläge               |              | Morlanda, Bohuslän  |       | 58.094726, 11.450112 | 10158001260001 | Ladda upp en bild av detta fornminne      |
| Morlanda 127:1                             | Stensättning            |              | Morlanda, Bohuslän  |       | 58.100284, 11.445198 | 10158001270001 | Ladda upp en bild av detta fornminne      |
| Morlanda 151:1                             | Röse                    |              | Morlanda, Bohuslän  |       | 58.134320, 11.457911 | 10158001510001 | Ladda upp en bild av detta fornminne      |
| Morlanda 153:1                             | Röse                    |              | Morlanda, Bohuslän  |       | 58.131845, 11.461226 | 10158001530001 | Ladda upp en bild av detta fornminne      |
| Morlanda 154:1                             | Röse                    |              | Morlanda, Bohuslän  |       | 58.126904, 11.461869 | 10158001540001 | Ladda upp en bild av detta fornminne      |
| Morlanda 156:1                             | Röse                    |              | Morlanda, Bohuslän  |       | 58.119649, 11.472888 | 10158001560001 | Ladda upp en bild av detta fornminne      |
| Morlanda 158:1                             | Röse                    |              | Morlanda, Bohuslän  |       | 58.114484, 11.483396 | 10158001580001 | Ladda upp en bild av detta fornminne      |
| Morlanda 158:2                             | Röse                    |              | Morlanda, Bohuslän  |       | 58.114325, 11.483657 | 10158001580002 | Ladda upp en bild av detta fornminne      |
| Morlanda 158:3                             | Stensättning            |              | Morlanda, Bohuslän  |       | 58.114189, 11.483889 | 10158001580003 | Ladda upp en bild av detta fornminne      |
| Morlanda 162:1                             | Röse                    |              | Morlanda, Bohuslän  |       | 58.096322, 11.495725 | 10158001620001 | Ladda upp en bild av detta fornminne      |
| Morlanda 163:1                             | Röse                    |              | Morlanda, Bohuslän  |       | 58.098663, 11.497260 | 10158001630001 | Ladda upp en bild av detta fornminne      |
| Morlanda 163:2                             | Röse                    |              | Morlanda, Bohuslän  |       | 58.098877, 11.496824 | 10158001630002 | Ladda upp en bild av detta fornminne      |
| Morlanda 164:1                             | Röse                    |              | Morlanda, Bohuslän  |       | 58.106640, 11.493092 | 10158001640001 | Ladda upp en bild av detta fornminne      |
| Store rös (Morlanda 165:1)                 | Röse                    |              | Morlanda, Bohuslän  |       | 58.102847, 11.491973 | 10158001650001 | Ladda upp en bild av detta fornminne      |
| Morlanda 168:1                             | Begravningsplats        |              | Morlanda, Bohuslän  |       | 58.100243, 11.456772 | 10158001680001 | Ladda upp en bild av detta fornminne      |
| Morlanda 168:2                             | Minnesmärke             |              | Morlanda, Bohuslän  |       | 58.100252, 11.456780 | 10158001680002 | Ladda upp en bild av detta fornminne      |
| Morlanda 181:1                             | Stensättning            |              | Morlanda, Bohuslän  |       | 58.193152, 11.472909 | 10158001810001 | Ladda upp en bild av detta fornminne      |
| Morlanda 182:1                             | Röse                    |              | Morlanda, Bohuslän  |       | 58.195539, 11.473335 | 10158001820001 | Ladda upp en bild av detta fornminne      |
| Morlanda 183:1                             | Röse                    |              | Morlanda, Bohuslän  |       | 58.204089, 11.472474 | 10158001830001 | Ladda upp en bild av detta fornminne      |
| Morlanda 184:1                             | Röse                    |              | Morlanda, Bohuslän  |       | 58.209683, 11.478016 | 10158001840001 | Ladda upp en bild av detta fornminne      |
| Morlanda 191:1                             | Röse                    |              | Morlanda, Bohuslän  |       | 58.229120, 11.488356 | 10158001910001 | Ladda upp en bild av detta fornminne      |
| Berget benämn. DUVEBERGET (Morlanda 200:1) | Fornborg                |              | Morlanda, Bohuslän  |       | 58.196208, 11.565623 | 10158002000001 | Ladda upp en bild av detta fornminne      |
| Morlanda 202:1                             | Stensättning            |              | Morlanda, Bohuslän  |       | 58.170662, 11.476786 | 10158002020001 | Ladda upp en bild av detta fornminne      |
| Morlanda 211:1                             | Fornborg                |              | Morlanda, Bohuslän  |       | 58.195331, 11.533901 | 10158002110001 | Ladda upp en bild av detta fornminne      |
| Morlanda 212:1                             | Stensättning            |              | Morlanda, Bohuslän  |       | 58.194657, 11.540939 | 10158002120001 | Ladda upp en bild av detta fornminne      |
| Morlanda 215:1                             | Stensättning            |              | Morlanda, Bohuslän  |       | 58.180814, 11.499276 | 10158002150001 | Ladda upp en bild av detta fornminne      |
| Morlanda 218:1                             | Stensättning            |              | Morlanda, Bohuslän  |       | 58.185510, 11.496959 | 10158002180001 | Ladda upp en bild av detta fornminne      |
| Morlanda 230:1                             | Röse                    |              | Morlanda, Bohuslän  |       | 58.204427, 11.497322 | 10158002300001 | Ladda upp en bild av detta fornminne      |
| Morlanda 231:1                             | Stensättning            |              | Morlanda, Bohuslän  |       | 58.205774, 11.514175 | 10158002310001 | Ladda upp en bild av detta fornminne      |
| Morlanda 232:1                             | Stensättning            |              | Morlanda, Bohuslän  |       | 58.198109, 11.499367 | 10158002320001 | Ladda upp en bild av detta fornminne      |
| Morlanda 234:1                             | Stensättning            |              | Morlanda, Bohuslän  |       | 58.196930, 11.503835 | 10158002340001 | Ladda upp en bild av detta fornminne      |
| Morlanda 236:1                             | Gravfält                |              | Morlanda, Bohuslän  |       | 58.196920, 11.525762 | 10158002360001 | Ladda upp en bild av detta fornminne      |
| Morlanda 244:1                             | Begravningsplats        |              | Morlanda, Bohuslän  |       | 58.192589, 11.494930 | 10158002440001 | Ladda upp en bild av detta fornminne      |
| Morlanda 253:1                             | Stensättning            |              | Morlanda, Bohuslän  |       | 58.187544, 11.480356 | 10158002530001 | Ladda upp en bild av detta fornminne      |
| Morlanda 254:1                             | Röse                    |              | Morlanda, Bohuslän  |       | 58.187960, 11.479762 | 10158002540001 | Ladda upp en bild av detta fornminne      |
| Morlanda 255:1                             | Röse                    |              | Morlanda, Bohuslän  |       | 58.188432, 11.476630 | 10158002550001 | Ladda upp en bild av detta fornminne      |
| Morlanda 266:1                             | Stenkammargrav          |              | Morlanda, Bohuslän  |       | 58.210164, 11.546887 | 10158002660001 | Ladda upp en till bild av detta fornminne |
| Morlanda 267:1                             | Stenkammargrav          |              | Morlanda, Bohuslän  |       | 58.210465, 11.546687 | 10158002670001 | Ladda upp en bild av detta fornminne      |
| Morlanda 274:1                             | Röse                    |              | Morlanda, Bohuslän  |       | 58.217379, 11.560448 | 10158002740001 | Ladda upp en bild av detta fornminne      |
| Morlanda 295:1                             | Röse                    |              | Morlanda, Bohuslän  |       | 58.212275, 11.575609 | 10158002950001 | Ladda upp en bild av detta fornminne      |
| Morlanda 296:1                             | Röse                    |              | Morlanda, Bohuslän  |       | 58.212107, 11.574932 | 10158002960001 | Ladda upp en bild av detta fornminne      |
| Morlanda 298:1                             | Röse                    |              | Morlanda, Bohuslän  |       | 58.217821, 11.584789 | 10158002980001 | Ladda upp en bild av detta fornminne      |
| Morlanda 301:1                             | Fornborg                |              | Morlanda, Bohuslän  |       | 58.201469, 11.570709 | 10158003010001 | Ladda upp en bild av detta fornminne      |
| Morlanda 311:1                             | Gravfält                |              | Morlanda, Bohuslän  |       | 58.182868, 11.549489 | 10158003110001 | Ladda upp en bild av detta fornminne      |
| Morlanda 314:1                             | Röse                    |              | Morlanda, Bohuslän  |       | 58.187825, 11.470808 | 10158003140001 | Ladda upp en bild av detta fornminne      |
| Morlanda 315:1                             | Röse                    |              | Morlanda, Bohuslän  |       | 58.187050, 11.471604 | 10158003150001 | Ladda upp en bild av detta fornminne      |
| Morlanda 318:1                             | Stensättning            |              | Morlanda, Bohuslän  |       | 58.174821, 11.557301 | 10158003180001 | Ladda upp en bild av detta fornminne      |
| "Rösseberga" (Morlanda 325:1)              | Röse                    |              | Morlanda, Bohuslän  |       | 58.182647, 11.573894 | 10158003250001 | Ladda upp en bild av detta fornminne      |
| Morlanda 327:1                             | Stenkammargrav          |              | Morlanda, Bohuslän  |       | 58.188124, 11.572088 | 10158003270001 | Ladda upp en bild av detta fornminne      |
| Morlanda 345:1                             | Stenkammargrav          |              | Morlanda, Bohuslän  |       | 58.220605, 11.590193 | 10158003450001 | Ladda upp en bild av detta fornminne      |
| Morlanda 365:1                             | Röse                    |              | Morlanda, Bohuslän  |       | 58.162258, 11.473356 | 10158003650001 | Ladda upp en bild av detta fornminne      |
| Morlanda 366:1                             | Stensättning            |              | Morlanda, Bohuslän  |       | 58.164455, 11.474923 | 10158003660001 | Ladda upp en bild av detta fornminne      |
| Morlanda 375:1                             | Stensättning            |              | Morlanda, Bohuslän  |       | 58.136538, 11.467254 | 10158003750001 | Ladda upp en bild av detta fornminne      |
| Morlanda 381:1                             | Röse                    |              | Morlanda, Bohuslän  |       | 58.117110, 11.478216 | 10158003810001 | Ladda upp en bild av detta fornminne      |
| Morlanda 381:2                             | Röse                    |              | Morlanda, Bohuslän  |       | 58.117061, 11.478433 | 10158003810002 | Ladda upp en bild av detta fornminne      |
| Morlanda 382:1                             | Stensättning            |              | Morlanda, Bohuslän  |       | 58.100429, 11.494001 | 10158003820001 | Ladda upp en bild av detta fornminne      |
| Morlanda 384:1                             | Stensättning            |              | Morlanda, Bohuslän  |       | 58.159222, 11.469193 | 10158003840001 | Ladda upp en bild av detta fornminne      |
| Morlanda 394:1                             | Stensättning            |              | Morlanda, Bohuslän  |       | 58.162842, 11.472655 | 10158003940001 | Ladda upp en bild av detta fornminne      |
| Morlanda 428:1                             | Stensättning            |              | Morlanda, Bohuslän  |       | 58.173672, 11.565705 | 10158004280001 | Ladda upp en bild av detta fornminne      |
| Morlanda 433:1                             | Stensättning            |              | Morlanda, Bohuslän  |       | 58.197351, 11.520471 | 10158004330001 | Ladda upp en bild av detta fornminne      |
| Morlanda 446:1                             | Stensättning            |              | Morlanda, Bohuslän  |       | 58.174670, 11.485543 | 10158004460001 | Ladda upp en bild av detta fornminne      |
| Morlanda 447:1                             | Stensättning            |              | Morlanda, Bohuslän  |       | 58.184948, 11.478889 | 10158004470001 | Ladda upp en bild av detta fornminne      |
| Morlanda 447:2                             | Stensättning            |              | Morlanda, Bohuslän  |       | 58.184826, 11.479056 | 10158004470002 | Ladda upp en bild av detta fornminne      |
| Morlanda 473:1                             | Stensättning            |              | Morlanda, Bohuslän  |       | 58.213248, 11.570948 | 10158004730001 | Ladda upp en bild av detta fornminne      |
| Morlanda 474:1                             | Stensättning            |              | Morlanda, Bohuslän  |       | 58.210106, 11.568648 | 10158004740001 | Ladda upp en bild av detta fornminne      |
| Morlanda 532                               | Grav- och boplatsområde |              | Morlanda, Bohuslän  |       | 58.188470, 11.505862 | 12000000070059 | Ladda upp en bild av detta fornminne      |
| Morlanda 556                               | Hällristning            |              | Morlanda, Bohuslän  |       | 58.196880, 11.499210 | 12000000135206 | Ladda upp en bild av detta fornminne      |

## Myckleby
| Namn                                  | Lämningstyp                      | Tillkomsttid | Historisk indelning | Plats | Läge                 | ID-nr          | Bild                                 |
| ------------------------------------- | -------------------------------- | ------------ | ------------------- | ----- | -------------------- | -------------- | ------------------------------------ |
| Myckleby 3:1                          | Stensättning                     |              | Myckleby, Bohuslän  |       | 58.210770, 11.761731 | 10158100030001 | Ladda upp en bild av detta fornminne |
| Myckleby 4:1                          | Röse                             |              | Myckleby, Bohuslän  |       | 58.216089, 11.757734 | 10158100040001 | Ladda upp en bild av detta fornminne |
| Myckleby 5:1                          | Stensättning                     |              | Myckleby, Bohuslän  |       | 58.215531, 11.757587 | 10158100050001 | Ladda upp en bild av detta fornminne |
| Myckleby 6:1                          | Stensättning                     |              | Myckleby, Bohuslän  |       | 58.214813, 11.756198 | 10158100060001 | Ladda upp en bild av detta fornminne |
| Myckleby 7:1                          | Hög                              |              | Myckleby, Bohuslän  |       | 58.210792, 11.755884 | 10158100070001 | Ladda upp en bild av detta fornminne |
| Myckleby 7:2                          | Hög                              |              | Myckleby, Bohuslän  |       | 58.210937, 11.755749 | 10158100070002 | Ladda upp en bild av detta fornminne |
| Myckleby 8:1                          | Gravfält                         |              | Myckleby, Bohuslän  |       | 58.208430, 11.771354 | 10158100080001 | Ladda upp en bild av detta fornminne |
| Myckleby 9:1                          | Hög                              |              | Myckleby, Bohuslän  |       | 58.215861, 11.734283 | 10158100090001 | Ladda upp en bild av detta fornminne |
| Myckleby 9:2                          | Hög                              |              | Myckleby, Bohuslän  |       | 58.215944, 11.734485 | 10158100090002 | Ladda upp en bild av detta fornminne |
| Myckleby 10:1                         | Gravfält                         |              | Myckleby, Bohuslän  |       | 58.254526, 11.771436 | 10158100100001 | Ladda upp en bild av detta fornminne |
| Myckleby 12:1                         | Röse                             |              | Myckleby, Bohuslän  |       | 58.243817, 11.783585 | 10158100120001 | Ladda upp en bild av detta fornminne |
| Soldaten (Myckleby 13:1)              | Hög                              |              | Myckleby, Bohuslän  |       | 58.235741, 11.763894 | 10158100130001 | Ladda upp en bild av detta fornminne |
| Soldaten (Myckleby 13:2)              | Stensättning                     |              | Myckleby, Bohuslän  |       | 58.235569, 11.763299 | 10158100130002 | Ladda upp en bild av detta fornminne |
| Myckleby 14:1                         | Hög                              |              | Myckleby, Bohuslän  |       | 58.236277, 11.768441 | 10158100140001 | Ladda upp en bild av detta fornminne |
| Myckleby 15:1                         | Röse                             |              | Myckleby, Bohuslän  |       | 58.266334, 11.791478 | 10158100150001 | Ladda upp en bild av detta fornminne |
| Myckleby 16:1                         | Röse                             |              | Myckleby, Bohuslän  |       | 58.264966, 11.791175 | 10158100160001 | Ladda upp en bild av detta fornminne |
| Myckleby 17:1                         | Röse                             |              | Myckleby, Bohuslän  |       | 58.267042, 11.778343 | 10158100170001 | Ladda upp en bild av detta fornminne |
| Myckleby 19:1                         | Stensättning                     |              | Myckleby, Bohuslän  |       | 58.249391, 11.799068 | 10158100190001 | Ladda upp en bild av detta fornminne |
| Myckleby 20:1                         | Gravfält                         |              | Myckleby, Bohuslän  |       | 58.250751, 11.792029 | 10158100200001 | Ladda upp en bild av detta fornminne |
| Myckleby 20:2                         | Hög                              |              | Myckleby, Bohuslän  |       | 58.251020, 11.792060 | 10158100200002 | Ladda upp en bild av detta fornminne |
| Myckleby 20:3                         | Hög                              |              | Myckleby, Bohuslän  |       | 58.250960, 11.791821 | 10158100200003 | Ladda upp en bild av detta fornminne |
| Myckleby 21:1                         | Gravfält                         |              | Myckleby, Bohuslän  |       | 58.250683, 11.790329 | 10158100210001 | Ladda upp en bild av detta fornminne |
| Myckleby 23:1                         | Stensättning                     |              | Myckleby, Bohuslän  |       | 58.242282, 11.827418 | 10158100230001 | Ladda upp en bild av detta fornminne |
| Myckleby 24:1                         | Hög                              |              | Myckleby, Bohuslän  |       | 58.235243, 11.794253 | 10158100240001 | Ladda upp en bild av detta fornminne |
| Myckleby 25:1                         | Stensättning                     |              | Myckleby, Bohuslän  |       | 58.230870, 11.741677 | 10158100250001 | Ladda upp en bild av detta fornminne |
| Myckleby 26:1                         | Stensättning                     |              | Myckleby, Bohuslän  |       | 58.232668, 11.747762 | 10158100260001 | Ladda upp en bild av detta fornminne |
| Myckleby 27:1                         | Gravfält                         |              | Myckleby, Bohuslän  |       | 58.229718, 11.753955 | 10158100270001 | Ladda upp en bild av detta fornminne |
| Myckleby 30:1                         | Hög                              |              | Myckleby, Bohuslän  |       | 58.237696, 11.771087 | 10158100300001 | Ladda upp en bild av detta fornminne |
| Myckleby 30:2                         | Stensättning                     |              | Myckleby, Bohuslän  |       | 58.237622, 11.771187 | 10158100300002 | Ladda upp en bild av detta fornminne |
| Myckleby 32:1                         | Stensättning                     |              | Myckleby, Bohuslän  |       | 58.214897, 11.774455 | 10158100320001 | Ladda upp en bild av detta fornminne |
| Myckleby 33:1                         | Stensättning                     |              | Myckleby, Bohuslän  |       | 58.216755, 11.774012 | 10158100330001 | Ladda upp en bild av detta fornminne |
| Myckleby 33:2                         | Stensättning                     |              | Myckleby, Bohuslän  |       | 58.216465, 11.774101 | 10158100330002 | Ladda upp en bild av detta fornminne |
| Myckleby 34:1                         | Hällristning                     |              | Myckleby, Bohuslän  |       | 58.215649, 11.782838 | 10158100340001 | Ladda upp en bild av detta fornminne |
| Myckleby 35:1                         | Gravfält                         |              | Myckleby, Bohuslän  |       | 58.209153, 11.798990 | 10158100350001 | Ladda upp en bild av detta fornminne |
| Myckleby 38:1                         | Gravfält                         |              | Myckleby, Bohuslän  |       | 58.214402, 11.789128 | 10158100380001 | Ladda upp en bild av detta fornminne |
| Myckleby 39:1                         | Stensättning                     |              | Myckleby, Bohuslän  |       | 58.214390, 11.786246 | 10158100390001 | Ladda upp en bild av detta fornminne |
| Myckleby 39:2                         | Stensättning                     |              | Myckleby, Bohuslän  |       | 58.214509, 11.786318 | 10158100390002 | Ladda upp en bild av detta fornminne |
| Myckleby 40:1                         | Stensättning                     |              | Myckleby, Bohuslän  |       | 58.214020, 11.796125 | 10158100400001 | Ladda upp en bild av detta fornminne |
| Myckleby 43:1                         | Stensättning                     |              | Myckleby, Bohuslän  |       | 58.213309, 11.779673 | 10158100430001 | Ladda upp en bild av detta fornminne |
| Myckleby 43:2                         | Stensättning                     |              | Myckleby, Bohuslän  |       | 58.213381, 11.779869 | 10158100430002 | Ladda upp en bild av detta fornminne |
| Myckleby 43:3                         | Stensättning                     |              | Myckleby, Bohuslän  |       | 58.213416, 11.780148 | 10158100430003 | Ladda upp en bild av detta fornminne |
| Myckleby 46:1                         | Stensättning                     |              | Myckleby, Bohuslän  |       | 58.214975, 11.835759 | 10158100460001 | Ladda upp en bild av detta fornminne |
| Myckleby 46:2                         | Stensättning                     |              | Myckleby, Bohuslän  |       | 58.215116, 11.835947 | 10158100460002 | Ladda upp en bild av detta fornminne |
| Myckleby 47:1                         | Stensättning                     |              | Myckleby, Bohuslän  |       | 58.213958, 11.837042 | 10158100470001 | Ladda upp en bild av detta fornminne |
| Myckleby 47:2                         | Stensättning                     |              | Myckleby, Bohuslän  |       | 58.213837, 11.836904 | 10158100470002 | Ladda upp en bild av detta fornminne |
| Myckleby 48:1                         | Fästning/skans                   |              | Myckleby, Bohuslän  |       | 58.207793, 11.842545 | 10158100480001 | Ladda upp en bild av detta fornminne |
| Myckleby 48:2                         | Fästning/skans                   |              | Myckleby, Bohuslän  |       | 58.206618, 11.841129 | 10158100480002 | Ladda upp en bild av detta fornminne |
| Myckleby 49:1                         | Gravfält                         |              | Myckleby, Bohuslän  |       | 58.216865, 11.728391 | 10158100490001 | Ladda upp en bild av detta fornminne |
| Önne Kulle (Myckleby 50:1)            | Fornborg                         |              | Myckleby, Bohuslän  |       | 58.210229, 11.718077 | 10158100500001 | Ladda upp en bild av detta fornminne |
| Myckleby 51:1                         | Stensättning                     |              | Myckleby, Bohuslän  |       | 58.195919, 11.695424 | 10158100510001 | Ladda upp en bild av detta fornminne |
| Myckleby 52:1                         | Stensättning                     |              | Myckleby, Bohuslän  |       | 58.191491, 11.703897 | 10158100520001 | Ladda upp en bild av detta fornminne |
| Myckleby 52:2                         | Stensättning                     |              | Myckleby, Bohuslän  |       | 58.191565, 11.703930 | 10158100520002 | Ladda upp en bild av detta fornminne |
| Myckleby 53:1                         | Röse                             |              | Myckleby, Bohuslän  |       | 58.193479, 11.710158 | 10158100530001 | Ladda upp en bild av detta fornminne |
| Myckleby 54:1                         | Stensättning                     |              | Myckleby, Bohuslän  |       | 58.191105, 11.716615 | 10158100540001 | Ladda upp en bild av detta fornminne |
| Myckleby 56:1                         | Grav markerad av sten/block      |              | Myckleby, Bohuslän  |       | 58.190388, 11.695948 | 10158100560001 | Ladda upp en bild av detta fornminne |
| Myckleby 57:1                         | Röse                             |              | Myckleby, Bohuslän  |       | 58.209895, 11.831647 | 10158100570001 | Ladda upp en bild av detta fornminne |
| Myckleby 60:1                         | Hög                              |              | Myckleby, Bohuslän  |       | 58.186736, 11.751535 | 10158100600001 | Ladda upp en bild av detta fornminne |
| Myckleby 60:2                         | Hög                              |              | Myckleby, Bohuslän  |       | 58.186873, 11.751774 | 10158100600002 | Ladda upp en bild av detta fornminne |
| Myckleby 60:3                         | Hög                              |              | Myckleby, Bohuslän  |       | 58.186980, 11.751983 | 10158100600003 | Ladda upp en bild av detta fornminne |
| Myckleby 60:4                         | Hög                              |              | Myckleby, Bohuslän  |       | 58.187120, 11.752008 | 10158100600004 | Ladda upp en bild av detta fornminne |
| Myckleby 61:1                         | Hög                              |              | Myckleby, Bohuslän  |       | 58.187974, 11.756177 | 10158100610001 | Ladda upp en bild av detta fornminne |
| Myckleby 61:2                         | Hög                              |              | Myckleby, Bohuslän  |       | 58.188066, 11.756026 | 10158100610002 | Ladda upp en bild av detta fornminne |
| Myckleby 61:3                         | Hög                              |              | Myckleby, Bohuslän  |       | 58.187846, 11.756055 | 10158100610003 | Ladda upp en bild av detta fornminne |
| Myckleby 62:1                         | Hög                              |              | Myckleby, Bohuslän  |       | 58.189782, 11.748735 | 10158100620001 | Ladda upp en bild av detta fornminne |
| Myckleby 63:1                         | Hög                              |              | Myckleby, Bohuslän  |       | 58.188397, 11.745856 | 10158100630001 | Ladda upp en bild av detta fornminne |
| Myckleby 64:1                         | Grav markerad av sten/block      |              | Myckleby, Bohuslän  |       | 58.190248, 11.738953 | 10158100640001 | Ladda upp en bild av detta fornminne |
| Myckleby 64:2                         | Grav markerad av sten/block      |              | Myckleby, Bohuslän  |       | 58.190224, 11.738762 | 10158100640002 | Ladda upp en bild av detta fornminne |
| Myckleby 64:3                         | Grav markerad av sten/block      |              | Myckleby, Bohuslän  |       | 58.190163, 11.738928 | 10158100640003 | Ladda upp en bild av detta fornminne |
| Myckleby 64:4                         | Grav markerad av sten/block      |              | Myckleby, Bohuslän  |       | 58.190145, 11.739094 | 10158100640004 | Ladda upp en bild av detta fornminne |
| Myckleby 65:1                         | Hög                              |              | Myckleby, Bohuslän  |       | 58.194549, 11.735928 | 10158100650001 | Ladda upp en bild av detta fornminne |
| Hasekullen ( Hatten ) (Myckleby 66:1) | Hög                              |              | Myckleby, Bohuslän  |       | 58.195576, 11.729075 | 10158100660001 | Ladda upp en bild av detta fornminne |
| Myckleby 67:1                         | Gravfält                         |              | Myckleby, Bohuslän  |       | 58.193518, 11.729026 | 10158100670001 | Ladda upp en bild av detta fornminne |
| Myckleby 72:1                         | Stenkrets                        |              | Myckleby, Bohuslän  |       | 58.182829, 11.762931 | 10158100720001 | Ladda upp en bild av detta fornminne |
| Myckleby 74:1                         | Hög                              |              | Myckleby, Bohuslän  |       | 58.180777, 11.746667 | 10158100740001 | Ladda upp en bild av detta fornminne |
| Myckleby 76:1                         | Grav markerad av sten/block      |              | Myckleby, Bohuslän  |       | 58.199437, 11.746357 | 10158100760001 | Ladda upp en bild av detta fornminne |
| Myckleby 78:1                         | Stensättning                     |              | Myckleby, Bohuslän  |       | 58.202013, 11.746075 | 10158100780001 | Ladda upp en bild av detta fornminne |
| Myckleby 80:1                         | Stensättning                     |              | Myckleby, Bohuslän  |       | 58.200323, 11.770835 | 10158100800001 | Ladda upp en bild av detta fornminne |
| Myckleby 81:1                         | Gravfält                         |              | Myckleby, Bohuslän  |       | 58.199043, 11.765096 | 10158100810001 | Ladda upp en bild av detta fornminne |
| Myckleby 82:1                         | Gravfält                         |              | Myckleby, Bohuslän  |       | 58.196071, 11.754542 | 10158100820001 | Ladda upp en bild av detta fornminne |
| Myckleby 83:1                         | Grav markerad av sten/block      |              | Myckleby, Bohuslän  |       | 58.198142, 11.753216 | 10158100830001 | Ladda upp en bild av detta fornminne |
| Myckleby 84:1                         | Röse                             |              | Myckleby, Bohuslän  |       | 58.199167, 11.754738 | 10158100840001 | Ladda upp en bild av detta fornminne |
| Myckleby 85:1                         | Röse                             |              | Myckleby, Bohuslän  |       | 58.197271, 11.799714 | 10158100850001 | Ladda upp en bild av detta fornminne |
| Myckleby 86:1                         | Stensättning                     |              | Myckleby, Bohuslän  |       | 58.200308, 11.800172 | 10158100860001 | Ladda upp en bild av detta fornminne |
| Myckleby 87:1                         | Stensättning                     |              | Myckleby, Bohuslän  |       | 58.201240, 11.803693 | 10158100870001 | Ladda upp en bild av detta fornminne |
| Myckleby 88:1                         | Röse                             |              | Myckleby, Bohuslän  |       | 58.200334, 11.804468 | 10158100880001 | Ladda upp en bild av detta fornminne |
| Myckleby 92:1                         | Stensättning                     |              | Myckleby, Bohuslän  |       | 58.201631, 11.797586 | 10158100920001 | Ladda upp en bild av detta fornminne |
| Myckleby 94:1                         | Stensättning                     |              | Myckleby, Bohuslän  |       | 58.202875, 11.795669 | 10158100940001 | Ladda upp en bild av detta fornminne |
| Myckleby 95:1                         | Stensättning                     |              | Myckleby, Bohuslän  |       | 58.205024, 11.800526 | 10158100950001 | Ladda upp en bild av detta fornminne |
| Myckleby 95:2                         | Stensättning                     |              | Myckleby, Bohuslän  |       | 58.204862, 11.800567 | 10158100950002 | Ladda upp en bild av detta fornminne |
| Myckleby 95:3                         | Stensättning                     |              | Myckleby, Bohuslän  |       | 58.204735, 11.800594 | 10158100950003 | Ladda upp en bild av detta fornminne |
| Myckleby 97:1                         | Gravfält                         |              | Myckleby, Bohuslän  |       | 58.202017, 11.782890 | 10158100970001 | Ladda upp en bild av detta fornminne |
| Myckleby 98:1                         | Stensättning                     |              | Myckleby, Bohuslän  |       | 58.197432, 11.783360 | 10158100980001 | Ladda upp en bild av detta fornminne |
| Myckleby 100:1                        | Stensättning                     |              | Myckleby, Bohuslän  |       | 58.196941, 11.779063 | 10158101000001 | Ladda upp en bild av detta fornminne |
| Myckleby 101:1                        | Stensättning                     |              | Myckleby, Bohuslän  |       | 58.195818, 11.783847 | 10158101010001 | Ladda upp en bild av detta fornminne |
| Myckleby 102:1                        | Stensättning                     |              | Myckleby, Bohuslän  |       | 58.195114, 11.787776 | 10158101020001 | Ladda upp en bild av detta fornminne |
| Myckleby 103:1                        | Hög                              |              | Myckleby, Bohuslän  |       | 58.185519, 11.823904 | 10158101030001 | Ladda upp en bild av detta fornminne |
| Myckleby 104:1                        | Fornborg                         |              | Myckleby, Bohuslän  |       | 58.185601, 11.829554 | 10158101040001 | Ladda upp en bild av detta fornminne |
| Myckleby 105:1                        | Fornborg                         |              | Myckleby, Bohuslän  |       | 58.189067, 11.834489 | 10158101050001 | Ladda upp en bild av detta fornminne |
| Myckleby 108:1                        | Stensättning                     |              | Myckleby, Bohuslän  |       | 58.212835, 11.857142 | 10158101080001 | Ladda upp en bild av detta fornminne |
| Myckleby 108:2                        | Stensättning                     |              | Myckleby, Bohuslän  |       | 58.212841, 11.857345 | 10158101080002 | Ladda upp en bild av detta fornminne |
| Myckleby 109:1                        | Stensättning                     |              | Myckleby, Bohuslän  |       | 58.210224, 11.860696 | 10158101090001 | Ladda upp en bild av detta fornminne |
| Myckleby 123:1                        | Hällristning                     |              | Myckleby, Bohuslän  |       | 58.213777, 11.787439 | 10158101230001 | Ladda upp en bild av detta fornminne |
| Myckleby 151:1                        | Stensättning                     |              | Myckleby, Bohuslän  |       | 58.249903, 11.787480 | 10158101510001 | Ladda upp en bild av detta fornminne |
| Myckleby 188:1                        | Ristning, medeltid/historisk tid |              | Myckleby, Bohuslän  |       | 58.193710, 11.845970 | 10158101880001 | Ladda upp en bild av detta fornminne |
| Myckleby 210                          | Hög                              |              | Myckleby, Bohuslän  |       | 58.201639, 11.763827 | 12000000042517 | Ladda upp en bild av detta fornminne |
| Myckleby 219                          | Hällristning                     |              | Myckleby, Bohuslän  |       | 58.185632, 11.839807 | 12000000135469 | Ladda upp en bild av detta fornminne |
| Myckleby 220                          | Hällristning                     |              | Myckleby, Bohuslän  |       | 58.213411, 11.784677 | 12000000135471 | Ladda upp en bild av detta fornminne |
| Myckleby 221                          | Hällristning                     |              | Myckleby, Bohuslän  |       | 58.214048, 11.790342 | 12000000135473 | Ladda upp en bild av detta fornminne |
| Myckleby 222                          | Hällristning                     |              | Myckleby, Bohuslän  |       | 58.214131, 11.789364 | 12000000135475 | Ladda upp en bild av detta fornminne |
| Myckleby 223                          | Hällristning                     |              | Myckleby, Bohuslän  |       | 58.213407, 11.788799 | 12000000135477 | Ladda upp en bild av detta fornminne |
| Myckleby 224                          | Hällristning                     |              | Myckleby, Bohuslän  |       | 58.213016, 11.777219 | 12000000135479 | Ladda upp en bild av detta fornminne |
| Myckleby 225                          | Hällristning                     |              | Myckleby, Bohuslän  |       | 58.212718, 11.779631 | 12000000135481 | Ladda upp en bild av detta fornminne |

## Röra
| Namn                                   | Lämningstyp                      | Tillkomsttid | Historisk indelning | Plats   | Läge                 | ID-nr          | Bild                                      |
| -------------------------------------- | -------------------------------- | ------------ | ------------------- | ------- | -------------------- | -------------- | ----------------------------------------- |
| Röra 5:1                               | Fornborg                         |              | Röra, Bohuslän      |         | 58.234943, 11.656337 | 10159200050001 | Ladda upp en bild av detta fornminne      |
| Röra 6:1                               | Röse                             |              | Röra, Bohuslän      |         | 58.234717, 11.660423 | 10159200060001 | Ladda upp en bild av detta fornminne      |
| Röra 9:1                               | Röse                             |              | Röra, Bohuslän      |         | 58.243607, 11.642665 | 10159200090001 | Ladda upp en bild av detta fornminne      |
| Röra 10:1                              | Fornborg                         |              | Röra, Bohuslän      |         | 58.246129, 11.626099 | 10159200100001 | Ladda upp en bild av detta fornminne      |
| Röra 14:1                              | Röse                             |              | Röra, Bohuslän      |         | 58.227929, 11.654521 | 10159200140001 | Ladda upp en bild av detta fornminne      |
| Röra 15:1                              | Röse                             |              | Röra, Bohuslän      |         | 58.225655, 11.661124 | 10159200150001 | Ladda upp en bild av detta fornminne      |
| Röra 17:1                              | Gravfält                         |              | Röra, Bohuslän      |         | 58.228569, 11.674310 | 10159200170001 | Ladda upp en bild av detta fornminne      |
| Röra 20:1                              | Röse                             |              | Röra, Bohuslän      |         | 58.224520, 11.681419 | 10159200200001 | Ladda upp en bild av detta fornminne      |
| Röra 20:2                              | Stensättning                     |              | Röra, Bohuslän      |         | 58.224324, 11.680915 | 10159200200002 | Ladda upp en bild av detta fornminne      |
| Röra 25:1                              | Röse                             |              | Röra, Bohuslän      |         | 58.238808, 11.597942 | 10159200250001 | Ladda upp en bild av detta fornminne      |
| Röra 26:1                              | Stensättning                     |              | Röra, Bohuslän      |         | 58.239100, 11.601795 | 10159200260001 | Ladda upp en bild av detta fornminne      |
| Röra 35:1                              | Röse                             |              | Röra, Bohuslän      |         | 58.221038, 11.634709 | 10159200350001 | Ladda upp en bild av detta fornminne      |
| Röra 36:1                              | Röse                             |              | Röra, Bohuslän      |         | 58.223886, 11.635404 | 10159200360001 | Ladda upp en bild av detta fornminne      |
| Röra 37:1                              | Röse                             |              | Röra, Bohuslän      |         | 58.227861, 11.633388 | 10159200370001 | Ladda upp en bild av detta fornminne      |
| Brattås fornlämningsområde (Röra 39:1) | Gravfält                         |              | Röra, Bohuslän      | Brattås | 58.222612, 11.595854 | 10159200390001 | Ladda upp en till bild av detta fornminne |
| Röra 40:1                              | Röse                             |              | Röra, Bohuslän      |         | 58.224315, 11.590106 | 10159200400001 | Ladda upp en bild av detta fornminne      |
| Röra 47:1                              | Hög                              |              | Röra, Bohuslän      |         | 58.188603, 11.617451 | 10159200470001 | Ladda upp en bild av detta fornminne      |
| Röra 47:2                              | Hög                              |              | Röra, Bohuslän      |         | 58.188810, 11.617583 | 10159200470002 | Ladda upp en bild av detta fornminne      |
| Röra 48:1                              | Gravfält                         |              | Röra, Bohuslän      |         | 58.188902, 11.610851 | 10159200480001 | Ladda upp en bild av detta fornminne      |
| Röra 49:1                              | Hällristning                     |              | Röra, Bohuslän      |         | 58.190945, 11.612652 | 10159200490001 | Ladda upp en bild av detta fornminne      |
| Röra 50:1                              | Hällristning                     |              | Röra, Bohuslän      |         | 58.190399, 11.611758 | 10159200500001 | Ladda upp en bild av detta fornminne      |
| Röra 52:1                              | Gravfält                         |              | Röra, Bohuslän      |         | 58.189375, 11.608890 | 10159200520001 | Ladda upp en bild av detta fornminne      |
| Röra 63:1                              | Röse                             |              | Röra, Bohuslän      |         | 58.215141, 11.626574 | 10159200630001 | Ladda upp en bild av detta fornminne      |
| Röra 65:1                              | Röse                             |              | Röra, Bohuslän      |         | 58.250571, 11.641692 | 10159200650001 | Ladda upp en bild av detta fornminne      |
| Röra 68:1                              | Stensättning                     |              | Röra, Bohuslän      |         | 58.242280, 11.608079 | 10159200680001 | Ladda upp en bild av detta fornminne      |
| Röra 69:1                              | Röse                             |              | Röra, Bohuslän      |         | 58.220499, 11.648073 | 10159200690001 | Ladda upp en bild av detta fornminne      |
| Röra 70:1                              | Stensättning                     |              | Röra, Bohuslän      |         | 58.204720, 11.613070 | 10159200700001 | Ladda upp en bild av detta fornminne      |
| Röra 70:2                              | Stensättning                     |              | Röra, Bohuslän      |         | 58.204654, 11.612863 | 10159200700002 | Ladda upp en bild av detta fornminne      |
| Röra 70:3                              | Stensättning                     |              | Röra, Bohuslän      |         | 58.204756, 11.612878 | 10159200700003 | Ladda upp en bild av detta fornminne      |
| Röra 71:1                              | Stensättning                     |              | Röra, Bohuslän      |         | 58.203671, 11.610201 | 10159200710001 | Ladda upp en bild av detta fornminne      |
| Röra 90:1                              | Stensättning                     |              | Röra, Bohuslän      |         | 58.206841, 11.613785 | 10159200900001 | Ladda upp en bild av detta fornminne      |
| Röra 92:1                              | Fornborg                         |              | Röra, Bohuslän      |         | 58.208912, 11.670193 | 10159200920001 | Ladda upp en bild av detta fornminne      |
| Röra 93:1                              | Röse                             |              | Röra, Bohuslän      |         | 58.251936, 11.649620 | 10159200930001 | Ladda upp en bild av detta fornminne      |
| Röra 93:2                              | Stensättning                     |              | Röra, Bohuslän      |         | 58.251972, 11.650315 | 10159200930002 | Ladda upp en bild av detta fornminne      |
| Röra 96:1                              | Hög                              |              | Röra, Bohuslän      |         | 58.185985, 11.606396 | 10159200960001 | Ladda upp en bild av detta fornminne      |
| Röra 96:2                              | Hög                              |              | Röra, Bohuslän      |         | 58.185834, 11.606359 | 10159200960002 | Ladda upp en bild av detta fornminne      |
| Röra 96:3                              | Hög                              |              | Röra, Bohuslän      |         | 58.185865, 11.606100 | 10159200960003 | Ladda upp en bild av detta fornminne      |
| Röra 97:1                              | Gravfält                         |              | Röra, Bohuslän      |         | 58.185355, 11.606708 | 10159200970001 | Ladda upp en bild av detta fornminne      |
| Röra 98:1                              | Grav markerad av sten/block      |              | Röra, Bohuslän      |         | 58.195642, 11.671209 | 10159200980001 | Ladda upp en bild av detta fornminne      |
| Röra 98:2                              | Grav markerad av sten/block      |              | Röra, Bohuslän      |         | 58.195676, 11.670732 | 10159200980002 | Ladda upp en bild av detta fornminne      |
| Röra 98:3                              | Stenkrets                        |              | Röra, Bohuslän      |         | 58.195751, 11.670740 | 10159200980003 | Ladda upp en bild av detta fornminne      |
| Röra 98:4                              | Grav markerad av sten/block      |              | Röra, Bohuslän      |         | 58.195918, 11.670606 | 10159200980004 | Ladda upp en bild av detta fornminne      |
| Röra 101:1                             | Stensättning                     |              | Röra, Bohuslän      |         | 58.184096, 11.635807 | 10159201010001 | Ladda upp en bild av detta fornminne      |
| Röra 102:1                             | Röse                             |              | Röra, Bohuslän      |         | 58.188563, 11.632657 | 10159201020001 | Ladda upp en bild av detta fornminne      |
| Röra 105:1                             | Grav markerad av sten/block      |              | Röra, Bohuslän      |         | 58.174574, 11.614268 | 10159201050001 | Ladda upp en bild av detta fornminne      |
| Röra 108:1                             | Stensättning                     |              | Röra, Bohuslän      |         | 58.223646, 11.674716 | 10159201080001 | Ladda upp en bild av detta fornminne      |
| Röra 113:1                             | Stensättning                     |              | Röra, Bohuslän      |         | 58.234693, 11.648536 | 10159201130001 | Ladda upp en bild av detta fornminne      |
| Röra 117:1                             | Stensättning                     |              | Röra, Bohuslän      |         | 58.217229, 11.637268 | 10159201170001 | Ladda upp en bild av detta fornminne      |
| Röra 122:1                             | Röse                             |              | Röra, Bohuslän      |         | 58.207951, 11.687169 | 10159201220001 | Ladda upp en bild av detta fornminne      |
| Röra 124:1                             | Stensättning                     |              | Röra, Bohuslän      |         | 58.215459, 11.669334 | 10159201240001 | Ladda upp en bild av detta fornminne      |
| Tjuvakullen (Röra 125:1)               | Stensättning                     |              | Röra, Bohuslän      |         | 58.199685, 11.591677 | 10159201250001 | Ladda upp en bild av detta fornminne      |
| Röra 126:1                             | Stensättning                     |              | Röra, Bohuslän      |         | 58.171832, 11.631657 | 10159201260001 | Ladda upp en bild av detta fornminne      |
| Röra 133:1                             | Stensättning                     |              | Röra, Bohuslän      |         | 58.180527, 11.636553 | 10159201330001 | Ladda upp en bild av detta fornminne      |
| Röra 135:1                             | Hög                              |              | Röra, Bohuslän      |         | 58.185903, 11.605082 | 10159201350001 | Ladda upp en bild av detta fornminne      |
| Röra 136:1                             | Hög                              |              | Röra, Bohuslän      |         | 58.185149, 11.605173 | 10159201360001 | Ladda upp en bild av detta fornminne      |
| Röra 136:2                             | Hög                              |              | Röra, Bohuslän      |         | 58.185368, 11.605127 | 10159201360002 | Ladda upp en bild av detta fornminne      |
| Röra 136:3                             | Hög                              |              | Röra, Bohuslän      |         | 58.185507, 11.605247 | 10159201360003 | Ladda upp en bild av detta fornminne      |
| Röra 138:1                             | Stensättning                     |              | Röra, Bohuslän      |         | 58.190733, 11.609522 | 10159201380001 | Ladda upp en bild av detta fornminne      |
| Röra 139:1                             | Hällristning                     |              | Röra, Bohuslän      |         | 58.202040, 11.612202 | 10159201390001 | Ladda upp en bild av detta fornminne      |
| Röra 140:1                             | Hällristning                     |              | Röra, Bohuslän      |         | 58.205047, 11.605657 | 10159201400001 | Ladda upp en bild av detta fornminne      |
| Röra 141:1                             | Stensättning                     |              | Röra, Bohuslän      |         | 58.196733, 11.603824 | 10159201410001 | Ladda upp en bild av detta fornminne      |
| Röra 143:1                             | Stensättning                     |              | Röra, Bohuslän      |         | 58.201723, 11.593946 | 10159201430001 | Ladda upp en bild av detta fornminne      |
| Röra 144:1                             | Stensättning                     |              | Röra, Bohuslän      |         | 58.201618, 11.588986 | 10159201440001 | Ladda upp en bild av detta fornminne      |
| Röra 145:1                             | Stensättning                     |              | Röra, Bohuslän      |         | 58.210914, 11.606269 | 10159201450001 | Ladda upp en bild av detta fornminne      |
| Röra 146:1                             | Stensättning                     |              | Röra, Bohuslän      |         | 58.209781, 11.593414 | 10159201460001 | Ladda upp en bild av detta fornminne      |
| Röra 149:1                             | Stensättning                     |              | Röra, Bohuslän      |         | 58.198113, 11.670430 | 10159201490001 | Ladda upp en bild av detta fornminne      |
| Röra 150:1                             | Stensättning                     |              | Röra, Bohuslän      |         | 58.200979, 11.662114 | 10159201500001 | Ladda upp en bild av detta fornminne      |
| Röra 198:1                             | Stensättning                     |              | Röra, Bohuslän      |         | 58.195375, 11.679637 | 10159201980001 | Ladda upp en bild av detta fornminne      |
| Röra 198:2                             | Stensättning                     |              | Röra, Bohuslän      |         | 58.195320, 11.679759 | 10159201980002 | Ladda upp en bild av detta fornminne      |
| Röra 198:3                             | Hög                              |              | Röra, Bohuslän      |         | 58.195140, 11.679595 | 10159201980003 | Ladda upp en bild av detta fornminne      |
| Röra 204:1                             | Stensättning                     |              | Röra, Bohuslän      |         | 58.231129, 11.602002 | 10159202040001 | Ladda upp en bild av detta fornminne      |
| Röra 205:1                             | Stensättning                     |              | Röra, Bohuslän      |         | 58.223715, 11.688723 | 10159202050001 | Ladda upp en bild av detta fornminne      |
| Röra 218:1                             | Hällristning                     |              | Röra, Bohuslän      |         | 58.185354, 11.621197 | 10159202180001 | Ladda upp en bild av detta fornminne      |
| Röra 243                               | Hällristning                     |              | Röra, Bohuslän      |         | 58.202863, 11.612214 | 12000000135448 | Ladda upp en bild av detta fornminne      |
| Röra 244                               | Hällristning                     |              | Röra, Bohuslän      |         | 58.192826, 11.609646 | 12000000135761 | Ladda upp en bild av detta fornminne      |
| Röra 245                               | Hällristning                     |              | Röra, Bohuslän      |         | 58.186522, 11.619029 | 12000000135763 | Ladda upp en bild av detta fornminne      |
| Röra 246                               | Hällristning                     |              | Röra, Bohuslän      |         | 58.197783, 11.604083 | 12000000135765 | Ladda upp en bild av detta fornminne      |
| Röra 247                               | Hällristning                     |              | Röra, Bohuslän      |         | 58.200217, 11.602642 | 12000000135767 | Ladda upp en bild av detta fornminne      |
| Röra 248                               | Hällristning                     |              | Röra, Bohuslän      |         | 58.200168, 11.602275 | 12000000135769 | Ladda upp en bild av detta fornminne      |
| Röra 249                               | Hällristning                     |              | Röra, Bohuslän      |         | 58.202522, 11.604822 | 12000000135771 | Ladda upp en bild av detta fornminne      |
| Röra 250                               | Hällristning                     |              | Röra, Bohuslän      |         | 58.186506, 11.618078 | 12000000135774 | Ladda upp en bild av detta fornminne      |
| Röra 251                               | Hällristning                     |              | Röra, Bohuslän      |         | 58.198689, 11.602294 | 12000000135776 | Ladda upp en bild av detta fornminne      |
| Röra 252                               | Hällristning                     |              | Röra, Bohuslän      |         | 58.203968, 11.602419 | 12000000135778 | Ladda upp en bild av detta fornminne      |
| Röra 253                               | Hällristning                     |              | Röra, Bohuslän      |         | 58.199131, 11.604397 | 12000000135780 | Ladda upp en bild av detta fornminne      |
| Röra 254                               | Hällristning                     |              | Röra, Bohuslän      |         | 58.190968, 11.611764 | 12000000135782 | Ladda upp en bild av detta fornminne      |
| Röra 255                               | Hällristning                     |              | Röra, Bohuslän      |         | 58.197463, 11.603858 | 12000000135784 | Ladda upp en bild av detta fornminne      |
| Röra 257                               | Hällristning                     |              | Röra, Bohuslän      |         | 58.201256, 11.602832 | 12000000135787 | Ladda upp en bild av detta fornminne      |
| Röra 258                               | Hällristning                     |              | Röra, Bohuslän      |         | 58.201415, 11.596329 | 12000000135789 | Ladda upp en bild av detta fornminne      |
| Röra 259                               | Hällristning                     |              | Röra, Bohuslän      |         | 58.201439, 11.602270 | 12000000135791 | Ladda upp en bild av detta fornminne      |
| Röra 260                               | Ristning, medeltid/historisk tid |              | Röra, Bohuslän      |         | 58.192237, 11.634249 | 12000000135793 | Ladda upp en bild av detta fornminne      |
| Röra 261                               | Hällristning                     |              | Röra, Bohuslän      |         | 58.200491, 11.601134 | 12000000135795 | Ladda upp en bild av detta fornminne      |
| Röra 262                               | Hällristning                     |              | Röra, Bohuslän      |         | 58.205888, 11.604637 | 12000000135797 | Ladda upp en bild av detta fornminne      |
| Röra 263                               | Hällristning                     |              | Röra, Bohuslän      |         | 58.200820, 11.602329 | 12000000135799 | Ladda upp en bild av detta fornminne      |
| Röra 264                               | Hällristning                     |              | Röra, Bohuslän      |         | 58.191776, 11.613083 | 12000000135801 | Ladda upp en bild av detta fornminne      |

## Stala
| Namn                            | Lämningstyp                 | Tillkomsttid | Historisk indelning | Plats | Läge                 | ID-nr          | Bild                                      |
| ------------------------------- | --------------------------- | ------------ | ------------------- | ----- | -------------------- | -------------- | ----------------------------------------- |
| Stala 1:1                       | Gravfält                    |              | Stala, Bohuslän     |       | 58.158519, 11.699580 | 10159900010001 | Ladda upp en bild av detta fornminne      |
| Kung Ramunders häll (Stala 2:1) | Runristning                 |              | Stala, Bohuslän     |       | 58.159172, 11.698971 | 10159900020001 | Ladda upp en till bild av detta fornminne |
| Stala 5:1                       | Röse                        |              | Stala, Bohuslän     |       | 58.155072, 11.697142 | 10159900050001 | Ladda upp en bild av detta fornminne      |
| Stala 5:2                       | Röse                        |              | Stala, Bohuslän     |       | 58.154955, 11.697077 | 10159900050002 | Ladda upp en bild av detta fornminne      |
| Stala 6:1                       | Stensättning                |              | Stala, Bohuslän     |       | 58.169753, 11.712065 | 10159900060001 | Ladda upp en bild av detta fornminne      |
| Stala 7:1                       | Röse                        |              | Stala, Bohuslän     |       | 58.172294, 11.717073 | 10159900070001 | Ladda upp en bild av detta fornminne      |
| Stala 7:2                       | Röse                        |              | Stala, Bohuslän     |       | 58.172006, 11.717292 | 10159900070002 | Ladda upp en bild av detta fornminne      |
| Stala 9:1                       | Gravfält                    |              | Stala, Bohuslän     |       | 58.163652, 11.697735 | 10159900090001 | Ladda upp en bild av detta fornminne      |
| Stala 11:1                      | Röse                        |              | Stala, Bohuslän     |       | 58.166051, 11.690050 | 10159900110001 | Ladda upp en bild av detta fornminne      |
| Stala 12:1                      | Gravfält                    |              | Stala, Bohuslän     |       | 58.157123, 11.696889 | 10159900120001 | Ladda upp en till bild av detta fornminne |
| Borrefjäll (Stala 13:1)         | Fornborg                    |              | Stala, Bohuslän     |       | 58.148233, 11.710728 | 10159900130001 | Ladda upp en bild av detta fornminne      |
| Stala 15:1                      | Röse                        |              | Stala, Bohuslän     |       | 58.142118, 11.720711 | 10159900150001 | Ladda upp en bild av detta fornminne      |
| Stala 15:2                      | Stensättning                |              | Stala, Bohuslän     |       | 58.142183, 11.720909 | 10159900150002 | Ladda upp en bild av detta fornminne      |
| Stala 18:1                      | Röse                        |              | Stala, Bohuslän     |       | 58.132750, 11.704946 | 10159900180001 | Ladda upp en bild av detta fornminne      |
| Stala 18:2                      | Stensättning                |              | Stala, Bohuslän     |       | 58.132665, 11.705192 | 10159900180002 | Ladda upp en bild av detta fornminne      |
| Stala 19:1                      | Stensättning                |              | Stala, Bohuslän     |       | 58.137176, 11.705401 | 10159900190001 | Ladda upp en bild av detta fornminne      |
| Stala 20:1                      | Röse                        |              | Stala, Bohuslän     |       | 58.136131, 11.708737 | 10159900200001 | Ladda upp en bild av detta fornminne      |
| Stala 20:2                      | Stensättning                |              | Stala, Bohuslän     |       | 58.135992, 11.708721 | 10159900200002 | Ladda upp en bild av detta fornminne      |
| Stala 21:1                      | Röse                        |              | Stala, Bohuslän     |       | 58.136047, 11.710445 | 10159900210001 | Ladda upp en bild av detta fornminne      |
| Stala 22:1                      | Röse                        |              | Stala, Bohuslän     |       | 58.129481, 11.705392 | 10159900220001 | Ladda upp en bild av detta fornminne      |
| Stala 22:2                      | Stensättning                |              | Stala, Bohuslän     |       | 58.129335, 11.705380 | 10159900220002 | Ladda upp en bild av detta fornminne      |
| Stala 23:1                      | Röse                        |              | Stala, Bohuslän     |       | 58.129498, 11.706718 | 10159900230001 | Ladda upp en bild av detta fornminne      |
| Stala 36:1                      | Stensättning                |              | Stala, Bohuslän     |       | 58.163261, 11.695336 | 10159900360001 | Ladda upp en bild av detta fornminne      |
| Stala 37:1                      | Stensättning                |              | Stala, Bohuslän     |       | 58.133736, 11.697125 | 10159900370001 | Ladda upp en bild av detta fornminne      |
| Stala 38:1                      | Röse                        |              | Stala, Bohuslän     |       | 58.136739, 11.697120 | 10159900380001 | Ladda upp en bild av detta fornminne      |
| Stala 38:2                      | Röse                        |              | Stala, Bohuslän     |       | 58.136940, 11.697690 | 10159900380002 | Ladda upp en bild av detta fornminne      |
| Stala 38:3                      | Stensättning                |              | Stala, Bohuslän     |       | 58.137024, 11.697949 | 10159900380003 | Ladda upp en bild av detta fornminne      |
| Stala 38:4                      | Stensättning                |              | Stala, Bohuslän     |       | 58.136761, 11.696846 | 10159900380004 | Ladda upp en bild av detta fornminne      |
| Stala 40:1                      | Röse                        |              | Stala, Bohuslän     |       | 58.112289, 11.676292 | 10159900400001 | Ladda upp en bild av detta fornminne      |
| Stala 46:1                      | Stensättning                |              | Stala, Bohuslän     |       | 58.119740, 11.650391 | 10159900460001 | Ladda upp en bild av detta fornminne      |
| Stala 47:1                      | Röse                        |              | Stala, Bohuslän     |       | 58.101551, 11.635498 | 10159900470001 | Ladda upp en bild av detta fornminne      |
| Stala 51:1                      | Röse                        |              | Stala, Bohuslän     |       | 58.137939, 11.680317 | 10159900510001 | Ladda upp en bild av detta fornminne      |
| Stala 55:1                      | Stenkrets                   |              | Stala, Bohuslän     |       | 58.150697, 11.682795 | 10159900550001 | Ladda upp en bild av detta fornminne      |
| Stala 55:2                      | Begravningsplats            |              | Stala, Bohuslän     |       | 58.150652, 11.682997 | 10159900550002 | Ladda upp en bild av detta fornminne      |
| Stala 57:1                      | Gravfält                    |              | Stala, Bohuslän     |       | 58.137604, 11.658201 | 10159900570001 | Ladda upp en bild av detta fornminne      |
| Stala 58:1                      | Stensättning                |              | Stala, Bohuslän     |       | 58.137076, 11.655739 | 10159900580001 | Ladda upp en bild av detta fornminne      |
| Stala 58:2                      | Stensättning                |              | Stala, Bohuslän     |       | 58.137046, 11.655240 | 10159900580002 | Ladda upp en bild av detta fornminne      |
| Stala 60:1                      | Gravfält                    |              | Stala, Bohuslän     |       | 58.143126, 11.666799 | 10159900600001 | Ladda upp en bild av detta fornminne      |
| Stala 64:1                      | Stensättning                |              | Stala, Bohuslän     |       | 58.150268, 11.654268 | 10159900640001 | Ladda upp en bild av detta fornminne      |
| Stala 66:1                      | Hällristning                |              | Stala, Bohuslän     |       | 58.148030, 11.645014 | 10159900660001 | Ladda upp en bild av detta fornminne      |
| Stala 67:1                      | Stensättning                |              | Stala, Bohuslän     |       | 58.144002, 11.646732 | 10159900670001 | Ladda upp en bild av detta fornminne      |
| Stala 68:1                      | Grav markerad av sten/block |              | Stala, Bohuslän     |       | 58.148857, 11.644192 | 10159900680001 | Ladda upp en bild av detta fornminne      |
| Stala 71:1                      | Hällristning                |              | Stala, Bohuslän     |       | 58.144598, 11.650047 | 10159900710001 | Ladda upp en bild av detta fornminne      |
| Stala 73:1                      | Stenkrets                   |              | Stala, Bohuslän     |       | 58.127371, 11.729590 | 10159900730001 | Ladda upp en bild av detta fornminne      |
| Stala 73:2                      | Grav markerad av sten/block |              | Stala, Bohuslän     |       | 58.127347, 11.729817 | 10159900730002 | Ladda upp en bild av detta fornminne      |
| Stala 73:3                      | Stenkrets                   |              | Stala, Bohuslän     |       | 58.127352, 11.730112 | 10159900730003 | Ladda upp en bild av detta fornminne      |
| Stala 73:4                      | Stenkrets                   |              | Stala, Bohuslän     |       | 58.127266, 11.730243 | 10159900730004 | Ladda upp en bild av detta fornminne      |
| Stala 75:1                      | Stensättning                |              | Stala, Bohuslän     |       | 58.146363, 11.641340 | 10159900750001 | Ladda upp en bild av detta fornminne      |
| Stala 76:1                      | Stensättning                |              | Stala, Bohuslän     |       | 58.147248, 11.638773 | 10159900760001 | Ladda upp en bild av detta fornminne      |
| Stala 78:1                      | Röse                        |              | Stala, Bohuslän     |       | 58.149665, 11.628004 | 10159900780001 | Ladda upp en bild av detta fornminne      |
| Stala 79:1                      | Stensättning                |              | Stala, Bohuslän     |       | 58.147253, 11.636859 | 10159900790001 | Ladda upp en bild av detta fornminne      |
| Stala 80:1                      | Hög                         |              | Stala, Bohuslän     |       | 58.143271, 11.637427 | 10159900800001 | Ladda upp en bild av detta fornminne      |
| Haga dösen (Stala 81:1)         | Stenkammargrav              |              | Stala, Bohuslän     |       | 58.140513, 11.611918 | 10159900810001 | Ladda upp en till bild av detta fornminne |
| Guldknapp (Stala 82:1)          | Hög                         |              | Stala, Bohuslän     |       | 58.134199, 11.622068 | 10159900820001 | Ladda upp en bild av detta fornminne      |
| Kullbergs slott (Stala 83:1)    | Hög                         |              | Stala, Bohuslän     |       | 58.133457, 11.620247 | 10159900830001 | Ladda upp en bild av detta fornminne      |
| Stala 84:1                      | Röse                        |              | Stala, Bohuslän     |       | 58.130319, 11.603737 | 10159900840001 | Ladda upp en bild av detta fornminne      |
| Stala 86:1                      | Stenkammargrav              |              | Stala, Bohuslän     |       | 58.133102, 11.605115 | 10159900860001 | Ladda upp en till bild av detta fornminne |
| Stala 88:1                      | Stensättning                |              | Stala, Bohuslän     |       | 58.153929, 11.614691 | 10159900880001 | Ladda upp en bild av detta fornminne      |
| Stala 90:1                      | Stensättning                |              | Stala, Bohuslän     |       | 58.151082, 11.639239 | 10159900900001 | Ladda upp en bild av detta fornminne      |
| Stala 91:1                      | Stensättning                |              | Stala, Bohuslän     |       | 58.156869, 11.637433 | 10159900910001 | Ladda upp en bild av detta fornminne      |
| Stala 92:1                      | Fornborg                    |              | Stala, Bohuslän     |       | 58.184413, 11.716923 | 10159900920001 | Ladda upp en bild av detta fornminne      |
| Stala 93:1                      | Röse                        |              | Stala, Bohuslän     |       | 58.178038, 11.707141 | 10159900930001 | Ladda upp en bild av detta fornminne      |
| Stala 93:2                      | Stensättning                |              | Stala, Bohuslän     |       | 58.178009, 11.706835 | 10159900930002 | Ladda upp en bild av detta fornminne      |
| Stala 94:1                      | Hög                         |              | Stala, Bohuslän     |       | 58.156694, 11.666077 | 10159900940001 | Ladda upp en bild av detta fornminne      |
| Stala 94:2                      | Hög                         |              | Stala, Bohuslän     |       | 58.156547, 11.665980 | 10159900940002 | Ladda upp en bild av detta fornminne      |
| Borreväggen (Stala 95:1)        | Fornborg                    |              | Stala, Bohuslän     |       | 58.170055, 11.662126 | 10159900950001 | Ladda upp en bild av detta fornminne      |
| Stala 103:1                     | Stensättning                |              | Stala, Bohuslän     |       | 58.125559, 11.706511 | 10159901030001 | Ladda upp en bild av detta fornminne      |
| Stala 104:1                     | Stensättning                |              | Stala, Bohuslän     |       | 58.096185, 11.700625 | 10159901040001 | Ladda upp en bild av detta fornminne      |
| Stala 106:1                     | Röse                        |              | Stala, Bohuslän     |       | 58.088298, 11.713330 | 10159901060001 | Ladda upp en bild av detta fornminne      |
| Stala 109:1                     | Begravningsplats            |              | Stala, Bohuslän     |       | 58.091707, 11.579133 | 10159901090001 | Ladda upp en bild av detta fornminne      |
| Vättnestenen (Stala 110:1)      | Grav markerad av sten/block |              | Stala, Bohuslän     |       | 58.087761, 11.577932 | 10159901100001 | Ladda upp en bild av detta fornminne      |
| Stala 114:1                     | Röse                        |              | Stala, Bohuslän     |       | 58.099980, 11.675103 | 10159901140001 | Ladda upp en bild av detta fornminne      |
| Stala 115:1                     | Stensättning                |              | Stala, Bohuslän     |       | 58.102044, 11.682795 | 10159901150001 | Ladda upp en bild av detta fornminne      |
| Stala 115:2                     | Stensättning                |              | Stala, Bohuslän     |       | 58.101950, 11.682939 | 10159901150002 | Ladda upp en bild av detta fornminne      |
| Stala 116:1                     | Stensättning                |              | Stala, Bohuslän     |       | 58.126772, 11.708746 | 10159901160001 | Ladda upp en bild av detta fornminne      |
| Stala 166:1                     | Stensättning                |              | Stala, Bohuslän     |       | 58.162430, 11.632858 | 10159901660001 | Ladda upp en bild av detta fornminne      |
| Stala 166:2                     | Stensättning                |              | Stala, Bohuslän     |       | 58.162619, 11.632691 | 10159901660002 | Ladda upp en bild av detta fornminne      |
| Stala 167:1                     | Röse                        |              | Stala, Bohuslän     |       | 58.161431, 11.633660 | 10159901670001 | Ladda upp en bild av detta fornminne      |
| Stala 167:2                     | Stensättning                |              | Stala, Bohuslän     |       | 58.161844, 11.633034 | 10159901670002 | Ladda upp en bild av detta fornminne      |
| Stala 168:1                     | Stensättning                |              | Stala, Bohuslän     |       | 58.161316, 11.631694 | 10159901680001 | Ladda upp en bild av detta fornminne      |
| Stala 171:1                     | Stensättning                |              | Stala, Bohuslän     |       | 58.159748, 11.629169 | 10159901710001 | Ladda upp en bild av detta fornminne      |
| Stala 172:1                     | Stensättning                |              | Stala, Bohuslän     |       | 58.160699, 11.630389 | 10159901720001 | Ladda upp en bild av detta fornminne      |
| Stala 172:2                     | Stensättning                |              | Stala, Bohuslän     |       | 58.160554, 11.630508 | 10159901720002 | Ladda upp en bild av detta fornminne      |
| Stala 172:3                     | Stensättning                |              | Stala, Bohuslän     |       | 58.160508, 11.630755 | 10159901720003 | Ladda upp en bild av detta fornminne      |
| Stala 173:1                     | Röse                        |              | Stala, Bohuslän     |       | 58.165549, 11.640980 | 10159901730001 | Ladda upp en bild av detta fornminne      |
| Stala 220:1                     | Hällristning                |              | Stala, Bohuslän     |       | 58.139886, 11.647920 | 10159902200001 | Ladda upp en bild av detta fornminne      |
| Stala 235:1                     | Stensättning                |              | Stala, Bohuslän     |       | 58.087359, 11.583076 | 10159902350001 | Ladda upp en bild av detta fornminne      |
| Stala 260:1                     | Stensättning                |              | Stala, Bohuslän     |       | 58.099597, 11.680613 | 10159902600001 | Ladda upp en bild av detta fornminne      |
| Stala 260:2                     | Stensättning                |              | Stala, Bohuslän     |       | 58.099511, 11.680827 | 10159902600002 | Ladda upp en bild av detta fornminne      |
| Stala 271:1                     | Hällristning                |              | Stala, Bohuslän     |       | 58.140852, 11.654997 | 10159902710001 | Ladda upp en bild av detta fornminne      |
| Stala 271:2                     | Hällristning                |              | Stala, Bohuslän     |       | 58.140852, 11.654997 | 10159902710002 | Ladda upp en bild av detta fornminne      |
| Stala 271:3                     | Hällristning                |              | Stala, Bohuslän     |       | 58.140852, 11.654997 | 10159902710003 | Ladda upp en bild av detta fornminne      |
| Stala 341                       | Stensättning                |              | Stala, Bohuslän     |       | 58.120092, 11.714303 | 12000000119527 | Ladda upp en bild av detta fornminne      |
| Stala 346                       | Stensättning                |              | Stala, Bohuslän     |       | 58.111723, 11.700930 | 12000000119532 | Ladda upp en bild av detta fornminne      |
| Stala 348                       | Stensättning                |              | Stala, Bohuslän     |       | 58.111692, 11.701023 | 12000000119534 | Ladda upp en bild av detta fornminne      |
| Stala 352                       | Stensättning                |              | Stala, Bohuslän     |       | 58.115262, 11.704697 | 12000000119538 | Ladda upp en bild av detta fornminne      |
| Stala 356                       | Stensättning                |              | Stala, Bohuslän     |       | 58.115187, 11.704590 | 12000000119542 | Ladda upp en bild av detta fornminne      |
| Stala 380                       | Hällristning                |              | Stala, Bohuslän     |       | 58.158919, 11.698637 | 12000000135439 | Ladda upp en bild av detta fornminne      |
| Stala 381                       | Hällristning                |              | Stala, Bohuslän     |       | 58.160525, 11.698879 | 12000000135442 | Ladda upp en bild av detta fornminne      |
| Stala 382                       | Hällristning                |              | Stala, Bohuslän     |       | 58.166969, 11.702330 | 12000000135444 | Ladda upp en bild av detta fornminne      |
| Stala 383                       | Hällristning                |              | Stala, Bohuslän     |       | 58.140752, 11.628218 | 12000000135446 | Ladda upp en bild av detta fornminne      |

## Tegneby
| Namn                             | Lämningstyp      | Tillkomsttid | Historisk indelning | Plats | Läge                 | ID-nr          | Bild                                      |
| -------------------------------- | ---------------- | ------------ | ------------------- | ----- | -------------------- | -------------- | ----------------------------------------- |
| Boxvikevette (Tegneby 1:1)       | Röse             |              | Tegneby, Bohuslän   |       | 58.122786, 11.493746 | 10160700010001 | Ladda upp en bild av detta fornminne      |
| Boxvikevette (Tegneby 1:2)       | Röse             |              | Tegneby, Bohuslän   |       | 58.122675, 11.493748 | 10160700010002 | Ladda upp en bild av detta fornminne      |
| Tegneby 2:1                      | Röse             |              | Tegneby, Bohuslän   |       | 58.117735, 11.485890 | 10160700020001 | Ladda upp en bild av detta fornminne      |
| Tegneby 3:1                      | Röse             |              | Tegneby, Bohuslän   |       | 58.117930, 11.483239 | 10160700030001 | Ladda upp en bild av detta fornminne      |
| Tegneby 5:1                      | Röse             |              | Tegneby, Bohuslän   |       | 58.118289, 11.505159 | 10160700050001 | Ladda upp en bild av detta fornminne      |
| Tegneby 6:1                      | Röse             |              | Tegneby, Bohuslän   |       | 58.117073, 11.509387 | 10160700060001 | Ladda upp en bild av detta fornminne      |
| Tegneby 7:1                      | Röse             |              | Tegneby, Bohuslän   |       | 58.110492, 11.497990 | 10160700070001 | Ladda upp en bild av detta fornminne      |
| Tegneby 9:1                      | Stensättning     |              | Tegneby, Bohuslän   |       | 58.109307, 11.508879 | 10160700090001 | Ladda upp en bild av detta fornminne      |
| Tegneby 12:1                     | Stensättning     |              | Tegneby, Bohuslän   |       | 58.106053, 11.503553 | 10160700120001 | Ladda upp en bild av detta fornminne      |
| Tegneby 13:1                     | Röse             |              | Tegneby, Bohuslän   |       | 58.144311, 11.517708 | 10160700130001 | Ladda upp en bild av detta fornminne      |
| Tegneby 15:1                     | Röse             |              | Tegneby, Bohuslän   |       | 58.147066, 11.531505 | 10160700150001 | Ladda upp en bild av detta fornminne      |
| Tegneby 16:1                     | Röse             |              | Tegneby, Bohuslän   |       | 58.147408, 11.540714 | 10160700160001 | Ladda upp en bild av detta fornminne      |
| Tegneby 17:1                     | Röse             |              | Tegneby, Bohuslän   |       | 58.146166, 11.540124 | 10160700170001 | Ladda upp en bild av detta fornminne      |
| Tegneby 18:1                     | Stenkammargrav   |              | Tegneby, Bohuslän   |       | 58.134158, 11.530819 | 10160700180001 | Ladda upp en bild av detta fornminne      |
| Tegneby 20:1                     | Stensättning     |              | Tegneby, Bohuslän   |       | 58.129602, 11.522588 | 10160700200001 | Ladda upp en bild av detta fornminne      |
| Tegneby 20:2                     | Stensättning     |              | Tegneby, Bohuslän   |       | 58.129729, 11.523083 | 10160700200002 | Ladda upp en bild av detta fornminne      |
| Tegneby 22:1                     | Stensättning     |              | Tegneby, Bohuslän   |       | 58.126958, 11.539614 | 10160700220001 | Ladda upp en bild av detta fornminne      |
| Tegneby 23:1                     | Stensättning     |              | Tegneby, Bohuslän   |       | 58.127911, 11.529474 | 10160700230001 | Ladda upp en bild av detta fornminne      |
| Tegneby 25:1                     | Hällristning     |              | Tegneby, Bohuslän   |       | 58.127096, 11.544792 | 10160700250001 | Ladda upp en bild av detta fornminne      |
| Tegneby 26:1                     | Stensättning     |              | Tegneby, Bohuslän   |       | 58.132470, 11.554999 | 10160700260001 | Ladda upp en bild av detta fornminne      |
| Tegneby 28:1                     | Stenkammargrav   |              | Tegneby, Bohuslän   |       | 58.137280, 11.555314 | 10160700280001 | Ladda upp en till bild av detta fornminne |
| Tegneby 29:1                     | Röse             |              | Tegneby, Bohuslän   |       | 58.139745, 11.555428 | 10160700290001 | Ladda upp en bild av detta fornminne      |
| Tegneby 31:1                     | Stensättning     |              | Tegneby, Bohuslän   |       | 58.140133, 11.546678 | 10160700310001 | Ladda upp en bild av detta fornminne      |
| Tegneby 34:1                     | Stensättning     |              | Tegneby, Bohuslän   |       | 58.154198, 11.551512 | 10160700340001 | Ladda upp en bild av detta fornminne      |
| Tegneby 35:1                     | Röse             |              | Tegneby, Bohuslän   |       | 58.150681, 11.544502 | 10160700350001 | Ladda upp en bild av detta fornminne      |
| Tegneby 41:1                     | Röse             |              | Tegneby, Bohuslän   |       | 58.168521, 11.529575 | 10160700410001 | Ladda upp en bild av detta fornminne      |
| Tegneby 42:1                     | Röse             |              | Tegneby, Bohuslän   |       | 58.167563, 11.531512 | 10160700420001 | Ladda upp en bild av detta fornminne      |
| Tegneby 43:1                     | Stensättning     |              | Tegneby, Bohuslän   |       | 58.155915, 11.530670 | 10160700430001 | Ladda upp en bild av detta fornminne      |
| Tegneby 45:1                     | Röse             |              | Tegneby, Bohuslän   |       | 58.163338, 11.545143 | 10160700450001 | Ladda upp en bild av detta fornminne      |
| Tegneby 45:2                     | Röse             |              | Tegneby, Bohuslän   |       | 58.163131, 11.545184 | 10160700450002 | Ladda upp en bild av detta fornminne      |
| Tegneby 47:1                     | Röse             |              | Tegneby, Bohuslän   |       | 58.120644, 11.524371 | 10160700470001 | Ladda upp en bild av detta fornminne      |
| Tegneby 47:2                     | Stensättning     |              | Tegneby, Bohuslän   |       | 58.120471, 11.524076 | 10160700470002 | Ladda upp en bild av detta fornminne      |
| Tegneby 51:2                     | Hällristning     |              | Tegneby, Bohuslän   |       | 58.123123, 11.541760 | 10160700510002 | Ladda upp en bild av detta fornminne      |
| Tegneby 52:1                     | Hög              |              | Tegneby, Bohuslän   |       | 58.121366, 11.540908 | 10160700520001 | Ladda upp en bild av detta fornminne      |
| Tegneby 53:1                     | Gravfält         |              | Tegneby, Bohuslän   |       | 58.120553, 11.538731 | 10160700530001 | Ladda upp en bild av detta fornminne      |
| Tegneby 54:1                     | Stenkammargrav   |              | Tegneby, Bohuslän   |       | 58.119130, 11.533620 | 10160700540001 | Ladda upp en till bild av detta fornminne |
| Tegneby 55:1                     | Hög              |              | Tegneby, Bohuslän   |       | 58.117775, 11.534580 | 10160700550001 | Ladda upp en bild av detta fornminne      |
| Tegneby 56:1                     | Stensättning     |              | Tegneby, Bohuslän   |       | 58.116342, 11.536255 | 10160700560001 | Ladda upp en bild av detta fornminne      |
| Nösunds rös (Tegneby 57:1)       | Röse             |              | Tegneby, Bohuslän   |       | 58.102907, 11.527341 | 10160700570001 | Ladda upp en bild av detta fornminne      |
| Tegneby 59:1                     | Röse             |              | Tegneby, Bohuslän   |       | 58.118104, 11.543634 | 10160700590001 | Ladda upp en bild av detta fornminne      |
| Tegneby 59:2                     | Röse             |              | Tegneby, Bohuslän   |       | 58.117717, 11.544218 | 10160700590002 | Ladda upp en bild av detta fornminne      |
| Tegneby 61:1                     | Stensättning     |              | Tegneby, Bohuslän   |       | 58.111987, 11.546409 | 10160700610001 | Ladda upp en bild av detta fornminne      |
| Tegneby 62:1                     | Röse             |              | Tegneby, Bohuslän   |       | 58.110180, 11.550635 | 10160700620001 | Ladda upp en bild av detta fornminne      |
| Tegneby 63:1                     | Hällristning     |              | Tegneby, Bohuslän   |       | 58.121729, 11.547404 | 10160700630001 | Ladda upp en bild av detta fornminne      |
| Tegneby 63:2                     | Hällristning     |              | Tegneby, Bohuslän   |       | 58.121640, 11.547496 | 10160700630002 | Ladda upp en bild av detta fornminne      |
| Tegneby 64:1                     | Hällristning     |              | Tegneby, Bohuslän   |       | 58.122262, 11.547771 | 10160700640001 | Ladda upp en bild av detta fornminne      |
| Tegneby 65:1                     | Stensättning     |              | Tegneby, Bohuslän   |       | 58.120692, 11.549411 | 10160700650001 | Ladda upp en bild av detta fornminne      |
| Tegneby 65:2                     | Stensättning     |              | Tegneby, Bohuslän   |       | 58.120767, 11.549266 | 10160700650002 | Ladda upp en bild av detta fornminne      |
| Tegneby 65:3                     | Stensättning     |              | Tegneby, Bohuslän   |       | 58.120698, 11.549727 | 10160700650003 | Ladda upp en bild av detta fornminne      |
| Tegneby 66:1                     | Stensättning     |              | Tegneby, Bohuslän   |       | 58.120201, 11.549830 | 10160700660001 | Ladda upp en bild av detta fornminne      |
| Tegneby 66:2                     | Stensättning     |              | Tegneby, Bohuslän   |       | 58.120241, 11.550420 | 10160700660002 | Ladda upp en bild av detta fornminne      |
| Tegneby 67:1                     | Stensättning     |              | Tegneby, Bohuslän   |       | 58.119009, 11.557186 | 10160700670001 | Ladda upp en bild av detta fornminne      |
| Tegneby 68:1                     | Stensättning     |              | Tegneby, Bohuslän   |       | 58.120471, 11.554938 | 10160700680001 | Ladda upp en bild av detta fornminne      |
| Tegneby 69:1                     | Hällristning     |              | Tegneby, Bohuslän   |       | 58.122419, 11.551279 | 10160700690001 | Ladda upp en bild av detta fornminne      |
| Valåsröset (Tegneby 70:1)        | Röse             |              | Tegneby, Bohuslän   |       | 58.115660, 11.562216 | 10160700700001 | Ladda upp en bild av detta fornminne      |
| Tegneby 71:1                     | Röse             |              | Tegneby, Bohuslän   |       | 58.106071, 11.556297 | 10160700710001 | Ladda upp en bild av detta fornminne      |
| Tegneby 72:1                     | Röse             |              | Tegneby, Bohuslän   |       | 58.123238, 11.566526 | 10160700720001 | Ladda upp en bild av detta fornminne      |
| Tegneby 73:1                     | Röse             |              | Tegneby, Bohuslän   |       | 58.123750, 11.572174 | 10160700730001 | Ladda upp en bild av detta fornminne      |
| Tegneby 74:1                     | Stensättning     |              | Tegneby, Bohuslän   |       | 58.121448, 11.578162 | 10160700740001 | Ladda upp en bild av detta fornminne      |
| Tegneby 75:1                     | Röse             |              | Tegneby, Bohuslän   |       | 58.115128, 11.566165 | 10160700750001 | Ladda upp en bild av detta fornminne      |
| Tegneby 76:1                     | Stensättning     |              | Tegneby, Bohuslän   |       | 58.112191, 11.571216 | 10160700760001 | Ladda upp en bild av detta fornminne      |
| 30 (Tegneby 79:1)                | Stensättning     |              | Tegneby, Bohuslän   |       | 58.119524, 11.594204 | 10160700790001 | Ladda upp en bild av detta fornminne      |
| Tegneby 81:1                     | Stensättning     |              | Tegneby, Bohuslän   |       | 58.115888, 11.583513 | 10160700810001 | Ladda upp en bild av detta fornminne      |
| Tegneby 82:1                     | Hög              |              | Tegneby, Bohuslän   |       | 58.128434, 11.562383 | 10160700820001 | Ladda upp en bild av detta fornminne      |
| Tegneby 82:2                     | Stensättning     |              | Tegneby, Bohuslän   |       | 58.128389, 11.562133 | 10160700820002 | Ladda upp en bild av detta fornminne      |
| Tegneby 82:3                     | Stensättning     |              | Tegneby, Bohuslän   |       | 58.128218, 11.561969 | 10160700820003 | Ladda upp en bild av detta fornminne      |
| Tegneby 82:4                     | Stensättning     |              | Tegneby, Bohuslän   |       | 58.128319, 11.562253 | 10160700820004 | Ladda upp en bild av detta fornminne      |
| Tegneby 83:1                     | Hällristning     |              | Tegneby, Bohuslän   |       | 58.133381, 11.562777 | 10160700830001 | Ladda upp en bild av detta fornminne      |
| Tegneby 85:1                     | Hällristning     |              | Tegneby, Bohuslän   |       | 58.137157, 11.564609 | 10160700850001 | Ladda upp en bild av detta fornminne      |
| Saxerös (Tegneby 87:1)           | Röse             |              | Tegneby, Bohuslän   |       | 58.135101, 11.583648 | 10160700870001 | Ladda upp en bild av detta fornminne      |
| Tegneby 89:1                     | Stensättning     |              | Tegneby, Bohuslän   |       | 58.137370, 11.589292 | 10160700890001 | Ladda upp en bild av detta fornminne      |
| Tegneby 91:1                     | Hög              |              | Tegneby, Bohuslän   |       | 58.121181, 11.540070 | 10160700910001 | Ladda upp en bild av detta fornminne      |
| Tegneby 92:1                     | Stensättning     |              | Tegneby, Bohuslän   |       | 58.131435, 11.574220 | 10160700920001 | Ladda upp en bild av detta fornminne      |
| Tegneby 94:1                     | Hög              |              | Tegneby, Bohuslän   |       | 58.129952, 11.600282 | 10160700940001 | Ladda upp en bild av detta fornminne      |
| Tegneby 95:1                     | Stensättning     |              | Tegneby, Bohuslän   |       | 58.132849, 11.597221 | 10160700950001 | Ladda upp en bild av detta fornminne      |
| Kisteröset (Tegneby 96:1)        | Röse             |              | Tegneby, Bohuslän   |       | 58.135117, 11.596894 | 10160700960001 | Ladda upp en bild av detta fornminne      |
| Kisteröset (Tegneby 96:2)        | Stensättning     |              | Tegneby, Bohuslän   |       | 58.135007, 11.596781 | 10160700960002 | Ladda upp en bild av detta fornminne      |
| Tösen (Tegneby 97:1)             | Stensättning     |              | Tegneby, Bohuslän   |       | 58.133821, 11.601029 | 10160700970001 | Ladda upp en bild av detta fornminne      |
| Tegneby 100:1                    | Stenkammargrav   |              | Tegneby, Bohuslän   |       | 58.130696, 11.595561 | 10160701000001 | Ladda upp en bild av detta fornminne      |
| Tegneby 101:1                    | Hällristning     |              | Tegneby, Bohuslän   |       | 58.140623, 11.572901 | 10160701010001 | Ladda upp en bild av detta fornminne      |
| Tegneby 102:1                    | Stensättning     |              | Tegneby, Bohuslän   |       | 58.145639, 11.571269 | 10160701020001 | Ladda upp en bild av detta fornminne      |
| Tegneby 103:1                    | Stenkammargrav   |              | Tegneby, Bohuslän   |       | 58.145019, 11.572044 | 10160701030001 | Ladda upp en bild av detta fornminne      |
| Tegneby 106:1                    | Hällristning     |              | Tegneby, Bohuslän   |       | 58.145103, 11.575975 | 10160701060001 | Ladda upp en bild av detta fornminne      |
| Tegneby 106:2                    | Hällristning     |              | Tegneby, Bohuslän   |       | 58.145119, 11.576027 | 10160701060002 | Ladda upp en bild av detta fornminne      |
| Tegneby 106:3                    | Hällristning     |              | Tegneby, Bohuslän   |       | 58.145147, 11.576012 | 10160701060003 | Ladda upp en bild av detta fornminne      |
| Tegneby 106:4                    | Hällristning     |              | Tegneby, Bohuslän   |       | 58.145154, 11.576188 | 10160701060004 | Ladda upp en bild av detta fornminne      |
| Tegneby 106:5                    | Hällristning     |              | Tegneby, Bohuslän   |       | 58.145139, 11.576204 | 10160701060005 | Ladda upp en bild av detta fornminne      |
| Tegneby 106:6                    | Hällristning     |              | Tegneby, Bohuslän   |       | 58.145165, 11.576236 | 10160701060006 | Ladda upp en bild av detta fornminne      |
| Tegneby 107:1                    | Hällristning     |              | Tegneby, Bohuslän   |       | 58.145590, 11.579347 | 10160701070001 | Ladda upp en bild av detta fornminne      |
| Tegneby 108:1                    | Hällristning     |              | Tegneby, Bohuslän   |       | 58.143077, 11.569299 | 10160701080001 | Ladda upp en bild av detta fornminne      |
| Tegneby 110:1                    | Hällristning     |              | Tegneby, Bohuslän   |       | 58.142049, 11.569030 | 10160701100001 | Ladda upp en bild av detta fornminne      |
| Tegneby 111:1                    | Stenkammargrav   |              | Tegneby, Bohuslän   |       | 58.140922, 11.575907 | 10160701110001 | Ladda upp en bild av detta fornminne      |
| Tegneby 112:1                    | Stensättning     |              | Tegneby, Bohuslän   |       | 58.140789, 11.580508 | 10160701120001 | Ladda upp en bild av detta fornminne      |
| Tegneby 113:1                    | Röse             |              | Tegneby, Bohuslän   |       | 58.141580, 11.582989 | 10160701130001 | Ladda upp en bild av detta fornminne      |
| Tegneby 114:1                    | Röse             |              | Tegneby, Bohuslän   |       | 58.141839, 11.584355 | 10160701140001 | Ladda upp en bild av detta fornminne      |
| Tegneby 115:1                    | Stensättning     |              | Tegneby, Bohuslän   |       | 58.142358, 11.585977 | 10160701150001 | Ladda upp en bild av detta fornminne      |
| Tegneby 115:2                    | Stensättning     |              | Tegneby, Bohuslän   |       | 58.142432, 11.586277 | 10160701150002 | Ladda upp en bild av detta fornminne      |
| Tegneby 115:3                    | Stensättning     |              | Tegneby, Bohuslän   |       | 58.142368, 11.585738 | 10160701150003 | Ladda upp en bild av detta fornminne      |
| Tegneby 116:1                    | Hög              |              | Tegneby, Bohuslän   |       | 58.145863, 11.588179 | 10160701160001 | Ladda upp en bild av detta fornminne      |
| Tegneby 117:1                    | Stenkammargrav   |              | Tegneby, Bohuslän   |       | 58.142667, 11.587270 | 10160701170001 | Ladda upp en till bild av detta fornminne |
| Tegneby 118:1                    | Begravningsplats |              | Tegneby, Bohuslän   |       | 58.141605, 11.587613 | 10160701180001 | Ladda upp en bild av detta fornminne      |
| Tegneby 120:1                    | Stensättning     |              | Tegneby, Bohuslän   |       | 58.145939, 11.593426 | 10160701200001 | Ladda upp en bild av detta fornminne      |
| Tegneby 121:1                    | Hög              |              | Tegneby, Bohuslän   |       | 58.145310, 11.593713 | 10160701210001 | Ladda upp en bild av detta fornminne      |
| Tegneby 121:2                    | Hög              |              | Tegneby, Bohuslän   |       | 58.145293, 11.594014 | 10160701210002 | Ladda upp en bild av detta fornminne      |
| Tegneby 122:1                    | Hällristning     |              | Tegneby, Bohuslän   |       | 58.146384, 11.591249 | 10160701220001 | Ladda upp en bild av detta fornminne      |
| Tegneby 124:1                    | Stensättning     |              | Tegneby, Bohuslän   |       | 58.144170, 11.591870 | 10160701240001 | Ladda upp en bild av detta fornminne      |
| Tegneby 124:2                    | Stensättning     |              | Tegneby, Bohuslän   |       | 58.144283, 11.591816 | 10160701240002 | Ladda upp en bild av detta fornminne      |
| Tegneby 124:3                    | Stensättning     |              | Tegneby, Bohuslän   |       | 58.144464, 11.592138 | 10160701240003 | Ladda upp en bild av detta fornminne      |
| Tegneby 124:4                    | Hällristning     |              | Tegneby, Bohuslän   |       | 58.144314, 11.592478 | 10160701240004 | Ladda upp en bild av detta fornminne      |
| Tegneby 126:1                    | Röse             |              | Tegneby, Bohuslän   |       | 58.139716, 11.589606 | 10160701260001 | Ladda upp en bild av detta fornminne      |
| Tegneby 127:1                    | Hällristning     |              | Tegneby, Bohuslän   |       | 58.147816, 11.618347 | 10160701270001 | Ladda upp en bild av detta fornminne      |
| Tegneby 128:1                    | Hällristning     |              | Tegneby, Bohuslän   |       | 58.146843, 11.616487 | 10160701280001 | Ladda upp en bild av detta fornminne      |
| Tegneby 130:1                    | Hällristning     |              | Tegneby, Bohuslän   |       | 58.143705, 11.613479 | 10160701300001 | Ladda upp en bild av detta fornminne      |
| Tegneby 131:1                    | Stenkammargrav   |              | Tegneby, Bohuslän   |       | 58.140262, 11.607201 | 10160701310001 | Ladda upp en till bild av detta fornminne |
| Tegneby 134:1                    | Hällristning     |              | Tegneby, Bohuslän   |       | 58.149988, 11.592802 | 10160701340001 | Ladda upp en bild av detta fornminne      |
| Tegneby 134:2                    | Hällristning     |              | Tegneby, Bohuslän   |       | 58.150046, 11.592547 | 10160701340002 | Ladda upp en bild av detta fornminne      |
| Tegneby 135:1                    | Hällristning     |              | Tegneby, Bohuslän   |       | 58.149848, 11.594093 | 10160701350001 | Ladda upp en bild av detta fornminne      |
| Tegneby 136:2                    | Hällristning     |              | Tegneby, Bohuslän   |       | 58.140086, 11.603022 | 10160701360002 | Ladda upp en bild av detta fornminne      |
| Tegneby 137:1                    | Hällristning     |              | Tegneby, Bohuslän   |       | 58.145051, 11.600021 | 10160701370001 | Ladda upp en bild av detta fornminne      |
| Tegneby 138:1                    | Hällristning     |              | Tegneby, Bohuslän   |       | 58.144725, 11.597769 | 10160701380001 | Ladda upp en bild av detta fornminne      |
| Tegneby 139:1                    | Hällristning     |              | Tegneby, Bohuslän   |       | 58.143960, 11.596623 | 10160701390001 | Ladda upp en bild av detta fornminne      |
| Tegneby 140:1                    | Hällristning     |              | Tegneby, Bohuslän   |       | 58.144608, 11.593474 | 10160701400001 | Ladda upp en bild av detta fornminne      |
| Tegneby 141:1                    | Hällristning     |              | Tegneby, Bohuslän   |       | 58.143555, 11.599360 | 10160701410001 | Ladda upp en bild av detta fornminne      |
| Tegneby 141:2                    | Hällristning     |              | Tegneby, Bohuslän   |       | 58.143728, 11.600054 | 10160701410002 | Ladda upp en bild av detta fornminne      |
| Tegneby 141:3                    | Hällristning     |              | Tegneby, Bohuslän   |       | 58.143579, 11.599490 | 10160701410003 | Ladda upp en bild av detta fornminne      |
| Tegneby 141:4                    | Hällristning     |              | Tegneby, Bohuslän   |       | 58.143481, 11.599515 | 10160701410004 | Ladda upp en bild av detta fornminne      |
| Tegneby 143:1                    | Hög              |              | Tegneby, Bohuslän   |       | 58.151678, 11.600106 | 10160701430001 | Ladda upp en bild av detta fornminne      |
| Tegneby 144:1                    | Gravfält         |              | Tegneby, Bohuslän   |       | 58.151772, 11.601623 | 10160701440001 | Ladda upp en bild av detta fornminne      |
| Tegneby 145:1                    | Stensättning     |              | Tegneby, Bohuslän   |       | 58.154670, 11.600559 | 10160701450001 | Ladda upp en bild av detta fornminne      |
| Tegneby 146:1                    | Stenkammargrav   |              | Tegneby, Bohuslän   |       | 58.150771, 11.608973 | 10160701460001 | Ladda upp en bild av detta fornminne      |
| Tegneby 147:1                    | Stensättning     |              | Tegneby, Bohuslän   |       | 58.157708, 11.626949 | 10160701470001 | Ladda upp en bild av detta fornminne      |
| Tegneby 148:1                    | Stensättning     |              | Tegneby, Bohuslän   |       | 58.160073, 11.609940 | 10160701480001 | Ladda upp en bild av detta fornminne      |
| Tegneby 149:1                    | Hällristning     |              | Tegneby, Bohuslän   |       | 58.126862, 11.548396 | 10160701490001 | Ladda upp en bild av detta fornminne      |
| Tegneby 150:1                    | Gravfält         |              | Tegneby, Bohuslän   |       | 58.171011, 11.602929 | 10160701500001 | Ladda upp en bild av detta fornminne      |
| Tegneby 152:1                    | Stensättning     |              | Tegneby, Bohuslän   |       | 58.165005, 11.605678 | 10160701520001 | Ladda upp en bild av detta fornminne      |
| Tegneby 153:1                    | Stensättning     |              | Tegneby, Bohuslän   |       | 58.166279, 11.620264 | 10160701530001 | Ladda upp en bild av detta fornminne      |
| Tegneby 154:1                    | Röse             |              | Tegneby, Bohuslän   |       | 58.166608, 11.622466 | 10160701540001 | Ladda upp en bild av detta fornminne      |
| Tegneby 155:1                    | Röse             |              | Tegneby, Bohuslän   |       | 58.168581, 11.633210 | 10160701550001 | Ladda upp en bild av detta fornminne      |
| Tegneby 155:2                    | Stensättning     |              | Tegneby, Bohuslän   |       | 58.168718, 11.633820 | 10160701550002 | Ladda upp en bild av detta fornminne      |
| Tegneby 156:1                    | Stensättning     |              | Tegneby, Bohuslän   |       | 58.171456, 11.617662 | 10160701560001 | Ladda upp en bild av detta fornminne      |
| Tegneby 162:1                    | Hällristning     |              | Tegneby, Bohuslän   |       | 58.159465, 11.598225 | 10160701620001 | Ladda upp en bild av detta fornminne      |
| Tegneby 163:1                    | Hällristning     |              | Tegneby, Bohuslän   |       | 58.156855, 11.597222 | 10160701630001 | Ladda upp en bild av detta fornminne      |
| Tegneby 165:1                    | Gravfält         |              | Tegneby, Bohuslän   |       | 58.160419, 11.586326 | 10160701650001 | Ladda upp en bild av detta fornminne      |
| Tegneby 166:1                    | Stenkammargrav   |              | Tegneby, Bohuslän   |       | 58.159637, 11.592263 | 10160701660001 | Ladda upp en bild av detta fornminne      |
| Tegneby 167:1                    | Stensättning     |              | Tegneby, Bohuslän   |       | 58.162567, 11.594334 | 10160701670001 | Ladda upp en bild av detta fornminne      |
| Tegneby 170:1                    | Stensättning     |              | Tegneby, Bohuslän   |       | 58.166780, 11.567218 | 10160701700001 | Ladda upp en bild av detta fornminne      |
| Tegneby 173:1                    | Hällristning     |              | Tegneby, Bohuslän   |       | 58.154643, 11.583985 | 10160701730001 | Ladda upp en bild av detta fornminne      |
| Räv hau (Tegneby 174:1)          | Hög              |              | Tegneby, Bohuslän   |       | 58.159093, 11.570634 | 10160701740001 | Ladda upp en bild av detta fornminne      |
| Räv hau (Tegneby 174:2)          | Hög              |              | Tegneby, Bohuslän   |       | 58.159011, 11.571266 | 10160701740002 | Ladda upp en bild av detta fornminne      |
| Bra Hebräcka rös (Tegneby 179:1) | Röse             |              | Tegneby, Bohuslän   |       | 58.099054, 11.528654 | 10160701790001 | Ladda upp en bild av detta fornminne      |
| Bra Hebräcka rös (Tegneby 179:2) | Röse             |              | Tegneby, Bohuslän   |       | 58.098993, 11.528518 | 10160701790002 | Ladda upp en bild av detta fornminne      |
| Lille rös (Tegneby 180:1)        | Röse             |              | Tegneby, Bohuslän   |       | 58.101831, 11.526707 | 10160701800001 | Ladda upp en bild av detta fornminne      |
| Borrekullen (Tegneby 181:1)      | Fornborg         |              | Tegneby, Bohuslän   |       | 58.094256, 11.527943 | 10160701810001 | Ladda upp en bild av detta fornminne      |
| Tegneby 183:1                    | Hällristning     |              | Tegneby, Bohuslän   |       | 58.141935, 11.600157 | 10160701830001 | Ladda upp en bild av detta fornminne      |
| Tegneby 184:1                    | Hög              |              | Tegneby, Bohuslän   |       | 58.160189, 11.612252 | 10160701840001 | Ladda upp en bild av detta fornminne      |
| Tegneby 185:1                    | Stensättning     |              | Tegneby, Bohuslän   |       | 58.175937, 11.572705 | 10160701850001 | Ladda upp en bild av detta fornminne      |
| Tegneby 186:1                    | Stensättning     |              | Tegneby, Bohuslän   |       | 58.175789, 11.571134 | 10160701860001 | Ladda upp en bild av detta fornminne      |
| Tegneby 186:2                    | Stensättning     |              | Tegneby, Bohuslän   |       | 58.175595, 11.570512 | 10160701860002 | Ladda upp en bild av detta fornminne      |
| Tegneby 187:1                    | Röse             |              | Tegneby, Bohuslän   |       | 58.177779, 11.577312 | 10160701870001 | Ladda upp en bild av detta fornminne      |
| Lasse Kulle (Tegneby 188:1)      | Röse             |              | Tegneby, Bohuslän   |       | 58.173048, 11.639849 | 10160701880001 | Ladda upp en bild av detta fornminne      |
| Runns vale (Tegneby 189:1)       | Röse             |              | Tegneby, Bohuslän   |       | 58.152081, 11.505549 | 10160701890001 | Ladda upp en bild av detta fornminne      |
| Tegneby 190:1                    | Röse             |              | Tegneby, Bohuslän   |       | 58.090551, 11.538626 | 10160701900001 | Ladda upp en bild av detta fornminne      |
| Tegneby 192:1                    | Stensättning     |              | Tegneby, Bohuslän   |       | 58.086745, 11.544750 | 10160701920001 | Ladda upp en bild av detta fornminne      |
| Tegneby 193:1                    | Röse             |              | Tegneby, Bohuslän   |       | 58.086629, 11.555257 | 10160701930001 | Ladda upp en bild av detta fornminne      |
| Tegneby 194:1                    | Röse             |              | Tegneby, Bohuslän   |       | 58.091965, 11.523907 | 10160701940001 | Ladda upp en bild av detta fornminne      |
| Ängesrös (Tegneby 195:1)         | Röse             |              | Tegneby, Bohuslän   |       | 58.072531, 11.501505 | 10160701950001 | Ladda upp en bild av detta fornminne      |
| Tegneby 196:1                    | Röse             |              | Tegneby, Bohuslän   |       | 58.066385, 11.535284 | 10160701960001 | Ladda upp en bild av detta fornminne      |
| Tegneby 198:1                    | Röse             |              | Tegneby, Bohuslän   |       | 58.098623, 11.505645 | 10160701980001 | Ladda upp en bild av detta fornminne      |
| Tegneby 199:1                    | Röse             |              | Tegneby, Bohuslän   |       | 58.096294, 11.502302 | 10160701990001 | Ladda upp en bild av detta fornminne      |
| Tegneby 200:1                    | Röse             |              | Tegneby, Bohuslän   |       | 58.094434, 11.512242 | 10160702000001 | Ladda upp en bild av detta fornminne      |
| Tegneby 202:1                    | Hög              |              | Tegneby, Bohuslän   |       | 58.163670, 11.607991 | 10160702020001 | Ladda upp en bild av detta fornminne      |
| Tegneby 203:1                    | Boplats          |              | Tegneby, Bohuslän   |       | 58.070478, 11.315654 | 10160702030001 | Ladda upp en till bild av detta fornminne |
| Tegneby 272:1                    | Hällristning     |              | Tegneby, Bohuslän   |       | 58.158109, 11.583648 | 10160702720001 | Ladda upp en bild av detta fornminne      |
| Tegneby 272:2                    | Hällristning     |              | Tegneby, Bohuslän   |       | 58.158113, 11.583478 | 10160702720002 | Ladda upp en bild av detta fornminne      |
| Tegneby 331:1                    | Hällristning     |              | Tegneby, Bohuslän   |       | 58.116637, 11.533899 | 10160703310001 | Ladda upp en bild av detta fornminne      |
| Tegneby 369:1                    | Stensättning     |              | Tegneby, Bohuslän   |       | 58.200769, 11.649716 | 10160703690001 | Ladda upp en bild av detta fornminne      |
| Tegneby 370:1                    | Stensättning     |              | Tegneby, Bohuslän   |       | 58.201259, 11.652598 | 10160703700001 | Ladda upp en bild av detta fornminne      |
| Tegneby 393:1                    | Stensättning     |              | Tegneby, Bohuslän   |       | 58.161986, 11.622880 | 10160703930001 | Ladda upp en bild av detta fornminne      |
| Tegneby 397:1                    | Hällristning     |              | Tegneby, Bohuslän   |       | 58.152264, 11.566442 | 10160703970001 | Ladda upp en bild av detta fornminne      |
| Tegneby 398:1                    | Hällristning     |              | Tegneby, Bohuslän   |       | 58.153049, 11.566963 | 10160703980001 | Ladda upp en bild av detta fornminne      |
| Tegneby 399:1                    | Hällristning     |              | Tegneby, Bohuslän   |       | 58.153851, 11.570311 | 10160703990001 | Ladda upp en bild av detta fornminne      |
| Tegneby 401:1                    | Stenkammargrav   |              | Tegneby, Bohuslän   |       | 58.093008, 11.571385 | 10160704010001 | Ladda upp en bild av detta fornminne      |
| Tegneby 406:1                    | Gravfält         |              | Tegneby, Bohuslän   |       | 58.097586, 11.569874 | 10160704060001 | Ladda upp en bild av detta fornminne      |
| Tegneby 408:1                    | Stensättning     |              | Tegneby, Bohuslän   |       | 58.118723, 11.602412 | 10160704080001 | Ladda upp en bild av detta fornminne      |
| Tegneby 408:2                    | Stensättning     |              | Tegneby, Bohuslän   |       | 58.118662, 11.602341 | 10160704080002 | Ladda upp en bild av detta fornminne      |
| Tegneby 447:1                    | Hällristning     |              | Tegneby, Bohuslän   |       | 58.137149, 11.576189 | 10160704470001 | Ladda upp en bild av detta fornminne      |
| Tegneby 466:1                    | Stensättning     |              | Tegneby, Bohuslän   |       | 58.089392, 11.565966 | 10160704660001 | Ladda upp en bild av detta fornminne      |
| Tegneby 495:1                    | Kvarn            |              | Tegneby, Bohuslän   |       | 58.122029, 11.566991 | 10160704950001 | Ladda upp en bild av detta fornminne      |

## Torp
| Namn                  | Lämningstyp                 | Tillkomsttid | Historisk indelning | Plats | Läge                 | ID-nr          | Bild                                 |
| --------------------- | --------------------------- | ------------ | ------------------- | ----- | -------------------- | -------------- | ------------------------------------ |
| Torp 3:1              | Röse                        |              | Torp, Bohuslän      |       | 58.242685, 11.728625 | 10160900030001 | Ladda upp en bild av detta fornminne |
| Dödsbacken (Torp 4:1) | Gravfält                    |              | Torp, Bohuslän      |       | 58.242512, 11.732959 | 10160900040001 | Ladda upp en bild av detta fornminne |
| Torp 5:1              | Hällristning                |              | Torp, Bohuslän      |       | 58.245119, 11.733289 | 10160900050001 | Ladda upp en bild av detta fornminne |
| Torp 6:1              | Hällristning                |              | Torp, Bohuslän      |       | 58.244709, 11.732238 | 10160900060001 | Ladda upp en bild av detta fornminne |
| Torp 7:1              | Hällristning                |              | Torp, Bohuslän      |       | 58.245833, 11.733666 | 10160900070001 | Ladda upp en bild av detta fornminne |
| Torp 7:2              | Hällristning                |              | Torp, Bohuslän      |       | 58.245652, 11.733386 | 10160900070002 | Ladda upp en bild av detta fornminne |
| Torp 8:1              | Stensättning                |              | Torp, Bohuslän      |       | 58.246404, 11.729258 | 10160900080001 | Ladda upp en bild av detta fornminne |
| Torp 11:1             | Hög                         |              | Torp, Bohuslän      |       | 58.250244, 11.716883 | 10160900110001 | Ladda upp en bild av detta fornminne |
| Torp 11:2             | Stensättning                |              | Torp, Bohuslän      |       | 58.250144, 11.716717 | 10160900110002 | Ladda upp en bild av detta fornminne |
| Torp 11:3             | Hög                         |              | Torp, Bohuslän      |       | 58.250012, 11.716766 | 10160900110003 | Ladda upp en bild av detta fornminne |
| Torp 12:1             | Röse                        |              | Torp, Bohuslän      |       | 58.262230, 11.720625 | 10160900120001 | Ladda upp en bild av detta fornminne |
| Torp 13:1             | Röse                        |              | Torp, Bohuslän      |       | 58.265752, 11.700856 | 10160900130001 | Ladda upp en bild av detta fornminne |
| Torp 14:1             | Röse                        |              | Torp, Bohuslän      |       | 58.272072, 11.703323 | 10160900140001 | Ladda upp en bild av detta fornminne |
| Torp 15:1             | Röse                        |              | Torp, Bohuslän      |       | 58.277397, 11.707746 | 10160900150001 | Ladda upp en bild av detta fornminne |
| Torp 16:1             | Stensättning                |              | Torp, Bohuslän      |       | 58.278902, 11.697292 | 10160900160001 | Ladda upp en bild av detta fornminne |
| Torp 17:2             | Hög                         |              | Torp, Bohuslän      |       | 58.279536, 11.691279 | 10160900170002 | Ladda upp en bild av detta fornminne |
| Torp 17:3             | Grav markerad av sten/block |              | Torp, Bohuslän      |       | 58.279159, 11.691491 | 10160900170003 | Ladda upp en bild av detta fornminne |
| Torp 17:4             | Grav markerad av sten/block |              | Torp, Bohuslän      |       | 58.279145, 11.691305 | 10160900170004 | Ladda upp en bild av detta fornminne |
| Torp 21:1             | Gravfält                    |              | Torp, Bohuslän      |       | 58.284128, 11.710300 | 10160900210001 | Ladda upp en bild av detta fornminne |
| Torp 22:1             | Röse                        |              | Torp, Bohuslän      |       | 58.287031, 11.704017 | 10160900220001 | Ladda upp en bild av detta fornminne |
| Torp 23:1             | Röse                        |              | Torp, Bohuslän      |       | 58.286917, 11.703742 | 10160900230001 | Ladda upp en bild av detta fornminne |
| 65 (Torp 27:1)        | Stensättning                |              | Torp, Bohuslän      |       | 58.285032, 11.715077 | 10160900270001 | Ladda upp en bild av detta fornminne |
| Torp 31:1             | Fästning/skans              |              | Torp, Bohuslän      |       | 58.304593, 11.702919 | 10160900310001 | Ladda upp en bild av detta fornminne |
| Torp 36:1             | Röse                        |              | Torp, Bohuslän      |       | 58.279597, 11.707822 | 10160900360001 | Ladda upp en bild av detta fornminne |
| Torp 39:1             | Stensättning                |              | Torp, Bohuslän      |       | 58.273814, 11.764076 | 10160900390001 | Ladda upp en bild av detta fornminne |
| Torp 49:1             | Minnesmärke                 |              | Torp, Bohuslän      |       | 58.234117, 11.744735 | 10160900490001 | Ladda upp en bild av detta fornminne |
| Torp 90:1             | Stensättning                |              | Torp, Bohuslän      |       | 58.244182, 11.722105 | 10160900900001 | Ladda upp en bild av detta fornminne |
| Torp 97:1             | Hällristning                |              | Torp, Bohuslän      |       | 58.241678, 11.727683 | 10160900970001 | Ladda upp en bild av detta fornminne |
| Torp 113:1            | Kvarn                       |              | Torp, Bohuslän      |       | 58.278604, 11.693123 | 10160901130001 | Ladda upp en bild av detta fornminne |
| Torp 120              | Hällristning                |              | Torp, Bohuslän      |       | 58.245593, 11.733860 | 12000000135358 | Ladda upp en bild av detta fornminne |
| Torp 121              | Hällristning                |              | Torp, Bohuslän      |       | 58.245345, 11.734378 | 12000000135362 | Ladda upp en bild av detta fornminne |